# Histoire de l'Isère

Localisation du département de l’Isère en France.

L'histoire du territoire actuellement occupé par le département de l’Isère en France est ancienne.

Blason de l'Isère
Les armes du département de l'Isère se blasonnent ainsi : Coupé ondé, au premier d’azur à la fasce ondée d’argent, au second d’or au dauphin d’azur crêté, barbé, loré, peautré et oreillé de gueules.

Du paléolithique moyen jusqu'aux nanotechnologies de ce début du XXIe siècle, ce territoire a été le théâtre de nombreux événements comprenant entre autres : le légendaire passage des Alpes par Hannibal ; la conquête romaine et la défaite des Allobroges ; la bataille de Vézeronce ; la naissance, l'extension et la vente du Dauphiné ; les prémices de la Révolution française avec la Journée des Tuiles ; la révolution industrielle iséroise avec notamment la houille blanche ; la résistance dans les massifs lors de la Seconde Guerre mondiale…

## Origine étymologique
L’origine étymologique de cette rivière qui donna ensuite son nom au département suscite plusieurs hypothèses. Ainsi Nicolas Chorier qui était un historien isérois du XVIIe siècle avance cette explication :
« L’Isère est la Tisere de Ptolemée et le Scoras de Polybe. Elle est un très grand fleuve sur la frontière des Allobroges, pour parler d’elle comme fait Munatius Plancus. Elle se jette dans le Rhône environ une lieue au-dessus de la ville de Valence. Pline la met avec la Durance au nombre des torrents ; et certes elle est si violente et si rapide en la course, que les anciens Gaulois, qui aimaient trop passionnément la langue grecque, la consultèrent encore pour lui donner un nom bien expressif. ΙΣ y signifie force et violence, et ils l’empruntèrent pour la nommer Isar. »
— Histoire générale du Dauphiné. vol. 1 / par Nicolas Chorier
Une autre hypothèse sur l’origine de ce nom, « Isère », fait appel à des origines linguistiques plus anciennes. Le nom viendrait du mot Liseraz (étymologie: ar ou ara dérivé en Isara puis en Liseraz signifiant « eau »), qui est l'un des plus anciens hydronymes (nom de lieu en rapport avec l'eau) connu. Nom d'origine pré indo-européenne se retrouvant en plusieurs endroits sur le continent européen avec de nombreuses variantes : Esera en Espagne, Esaro, Isara, Isarci ou Isarco en Italie, Isac en Loire-Atlantique, Isar ou Isara en Allemagne, Isard ou Lisart en Ariège, Isorno dans le Tessin, Jizera en République tchèque, Leizaran au Pays basque, Lizerne en Valais, Isser en Kabylie (Algérie), La rivière Isère était déjà appelée Isara par César.

## Préhistoire[2]

### De 200000 à 35000 ans av. J.-C.
Les glaciers du quaternaire et le climat froid que l’on trouvait à l’époque préhistorique en Isère ne constituaient pas un milieu attractif pour les hommes. À cela il fallait aussi ajouter un relief et un accès difficile dans la partie alpine du département ce qui laissa penser pendant longtemps que les Alpes devaient être un désert humain. Cependant l’archéologie a prouvé qu’en dehors de ces périodes glaciaires, et pendant une longue période de la préhistoire (de 200 000 à 3 000 av. J.-C.) le  département a accueilli des groupes d’homme préhistorique, surtout en Chartreuse et Vercors, qui profitaient de la diversité des ressources, qu’elles soient animales (chasse), végétales (cueillette) ou minérales (silex).
Le territoire isérois ne connaît pas de vestiges datant du paléolithique inférieur, et les quelques traces du paléolithique moyen sont mal conservées et rares. La grotte de Bury sur la commune de Izeron dans le massif des Coulmes (Vercors) fait partie des sites archéologiques attestant de la présence humaine parmi les plus anciens du département, d'après les différentes datations du matériel retrouvé dans la grotte, celle-ci aurait été occupée pendant une période allant de 120 000 à 14 000 ans av. J.-C.; de plus la grotte de Bury a aussi permis de prouver la présence d'ours des cavernes dans cette partie des Alpes.
D'autres traces de chasseurs jusqu'à 1 800 mètres d’altitude furent trouvées, en effet ces chasseurs-cueilleurs fréquentaient en été les plateaux de moyenne altitude du Vercors (dans le nord-ouest du massif et dans la forêt des Coulmes) et l’hiver venant cette population trouvait refuge en redescendant dans les piémonts.
Ces hommes-là ont laissé plusieurs outils de silex, comme trace attestant de leurs présences. Ces outils furent fabriqués selon la méthode Levallois laissant penser à un travail de Néandertalien, espèce du genre Homo qui a maintenant disparu depuis près de 30 000 ans. La grotte de Prélétang sur la commune de Presles, a révélé ce genre d’outil en pierre ainsi que des restes brûlés de gibier (chevreuil, sanglier…), d’autres traces d’atelier de confection d’outil et d’arme en silex selon cette méthode furent découvertes dans les années 1970 aux alentours du val de Lans. Les grottes de Choranche et ses environs attestent aussi de la présence humaine dans le département, avec des vestiges vieux de plus de 70 000 ans.
La Glaciation de Würm  qui se manifesta par un refroidissement intense et l’extension des glaciers, repoussa les hommes hors des massifs alpins il y a 35 000 ans, cette période glaciaire se finit il y a environ 10 000 ans et son maximum glaciaire a été atteint il y a environ 20 000 ans.

### 14000 à 10000 ans av. J.-C.
Les hommes de l’époque du magdalénien n’attendirent pas la fin de la glaciation et dès les premiers redoux, il y a environ 16 000 ans ils partirent reconquérir les massifs et leurs piémonts afin de chasser le cheval, le renne, le bison et lors des beaux jours ils s’aventuraient dans la montagne afin de chasser le bouquetin, les marmottes, le lièvre etc. Des traces de ces chasses furent trouvées, entre autres un harpon magdalénien datant de 11 000 ans av. J.-C. fut découvert à La Chapelle-en-Vercors ; il fait maintenant partie de la collection de l’Institut Dolomieu à l’Université Joseph Fourier.
Ces hommes s’organisèrent et installèrent des campements en différents endroits selon les besoins et les ressources qu’ils pouvaient trouver sur une zone géographique. Ainsi les camps au bord des rivières, dans les plaines qui étaient recouvertes de toundra à l’époque, permettaient les activités artistiques, la chasse, la pêche, la fabrique d’outils en silex de plus en plus diversifiés et le travail des bois de rennes. À l’inverse des camps étaient érigés en moyenne montagne pour chasser des gibiers différents de la plaine afin de diversifier leur alimentation et de récolter des peaux pour confectionner des vêtements, ces camps permettaient aussi de récolter des silex servant à la fabrication des outils. La grotte Colomb à Méaudre est l’une des meilleures illustrations de la vie dans ces camps de montagne, des fouilles menées par Hippolyte Müller ont mis au jour plusieurs milliers d’ossements de marmotte, correspondant à plus d’un demi-millier d’individu abattu. À côté de ces ossements plusieurs outils furent retrouvés, notamment des couteaux, des grattoirs, des racloirs, des perçoirs en silex permettant le travail des peaux récoltées.
La période azilienne qui suivit le magdalénien est généralement associé au rétablissement climatique successif à cette dernière glaciation. Le renne cède la place au cerf, qui devient le gibier favori. Ce changement de climat qui se manifeste par une remontée de la température entraîne un changement dans la configuration du territoire isérois, la toundra cédant en partie sa place à des forêts de pins, de bouleaux et à bien d’autres espèces d’arbres. La disparition des rennes amena les hommes à changer leurs méthodes de chasse, face à un gibier moins grégaire et de nouveaux outils apparaissent, par exemple les bois de cerf sont utilisés pour réaliser des harpons plats, souvent grossiers et perforés d'une entaille allongée à la base, et certaines lances étaient prolongées d’une pointe en silex.

### De 9000 à 5000 av. J.-C.

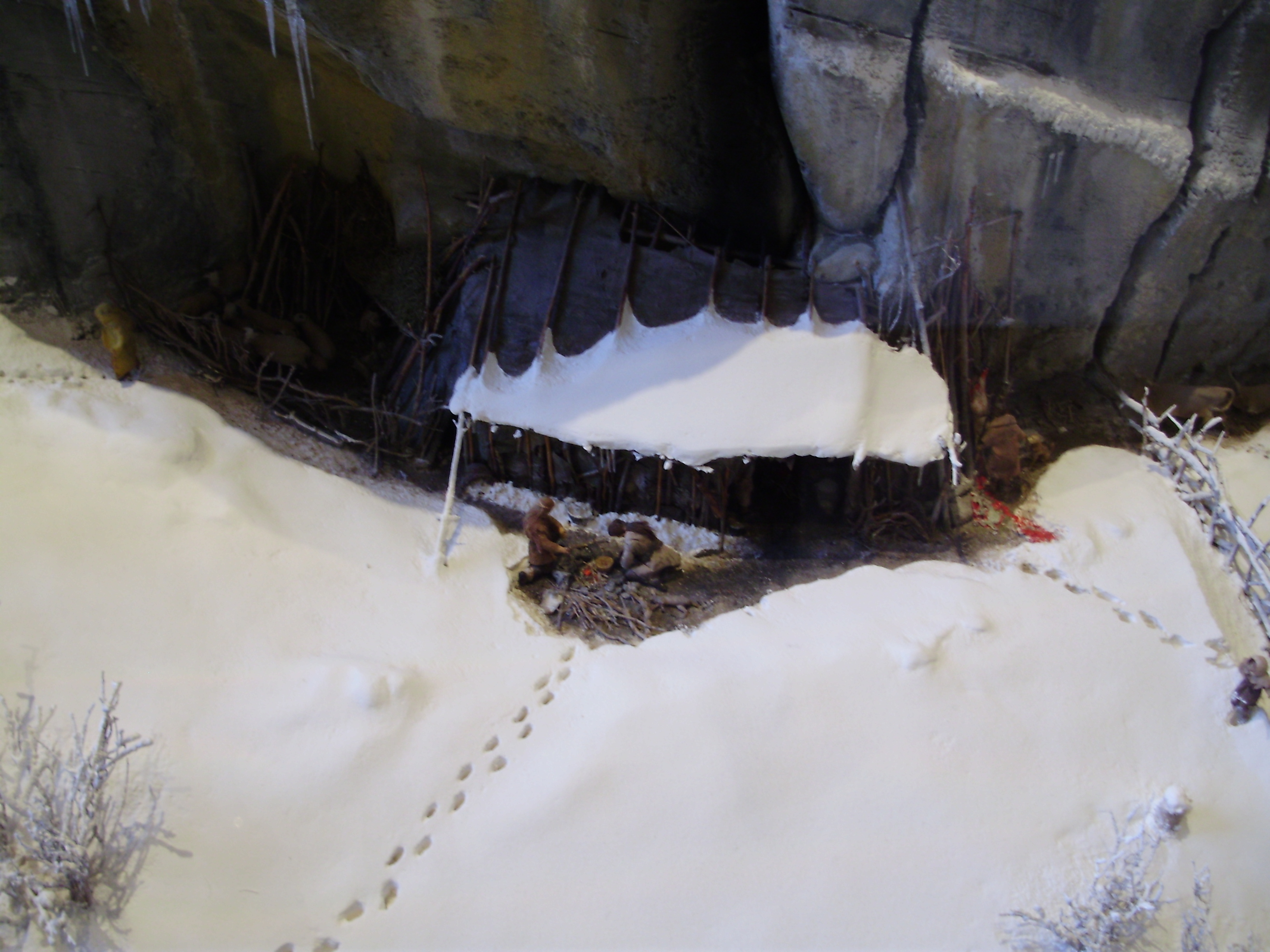
Reconstitution de l'abri-sous-roche de la Grande Rivoire de Sassenage.

Cette période de la préhistoire appelée mésolithique est marquée par de nombreux changements économiques et sociaux liés notamment au développement de la forêt en Europe à la suite du bouleversement écologique se traduisant par un réchauffement climatique. L’emploi de l’arc et de la flèche, en particulier, se généralise afin de faire face à un gibier plus disséminé et moins visible dans ces forêts. Dans les Alpes, en plus de la chasse dans les forêts de plaine, les hommes partirent à la recherche du gibier dans les prairies qui persistaient en altitude entre 1500 et 2 000 mètres. Pour ce faire différents camps de base furent érigés en plaine afin de permettre les expéditions sur ces hauts plateaux, le site d'Albenc mis au jour lors de la construction de l'autoroute A49 est un des rares exemples d'une occupation néolithique en vallée.
Ces hommes s’installèrent dans les différents massifs du département sous des abris rocheux et des grottes comme à l'abri-sous-roche de la Grande Rivoire à Sassenage, au pied du massif du Vercors et qui a abrité des hommes du mésolithique (à partir de 8 000 av. J.-C.) jusqu'à l'époque gallo-romaine, le site des "Lots" sur la commune de Saint-Marcellin fut occupé également sur la même période et témoigne de l'activité agro-pastorales qu'il y avait de ce côté de l'Isère. De nombreuses traces d'habitats en plein air furent également retrouvées à l’Aulp du Seuil en Chartreuse et au Pas de l’Aiguille dans le Vercors.

### De 5000 à 3000 ans av. J.-C.
Pendant cette époque préhistorique appelée néolithique apparaissent de profondes mutations techniques et sociales, liées à l’adoption par les groupes humains d’une économie de production basée sur l’agriculture et l’élevage, et impliquant le plus souvent une sédentarisation. Les principales innovations techniques sont la généralisation de l'outillage en pierre polie et de la poterie en céramique. En Isère c'est à partir de 5 500 av. J.-C. que le couloir rhodanien accueille ses premiers agriculteurs. Profitant d'un climat chaud et humide rappelant celui que l'on pouvait trouver sur les bords de la Méditerranée, des Chasséens méridionaux vinrent s'installer sur les bords de la Chartreuse, du Vercors, du Trièves dans la cluse de Vorepe et dans la plaine de Bièvre-Valloire.
Toujours grâce à l'influence d'un courant méditerranéen, les premiers bœufs domestiques apparaissent sur l'actuel territoire qu'occupe l'Isère vers l'an 5 000 av. J.-C., et en 4 800 av. J.-C. arrivèrent les premiers moutons portés par des pasteurs venant du Midi, avec eux arrivèrent également les premières meules pour broyer les végétaux et la céramique.
Lors du néolithique final (environ 3 000 av. J.-C.) le climat connaît un nouveau refroidissement et devient plus sec. Un autre courant de peuplement, septentrional celui-ci, venant de l'actuel Suisse et/ou du Jura conduisit des groupes d'hommes à s'installer dans le nord du département sur des terres marécageuses, plus humides près des rivières et des lacs. Pendant ce temps les peuples méridionaux continuèrent d'arriver sur le territoire isérois, ces deux cultures vont s'interpénétrer apportant avec elles le rite des tombes collectives dans des grottes sépulcrales. C'est à cette époque qu'apparurent également les premiers mégalithes alpins notamment sous la forme de pierres à cupules qui sont encore visible notamment sur les communes de Artas, Diémoz et Satolas-et-Bonce dans le nord de l'Isère.
La sédentarisation continue en cette fin du néolithique et fait apparaître de nouveaux villages isérois, un des plus connus de nos jours se situe sur la rive sud du lac de Paladru ou s’installa vers 2700 av. J.-C. un village composé de cinq maisons familiales en bois, équivalant à une population d'environ 50 habitants dont les restes des activités domestiques, artisanales, alimentaires et l’impact qu’elles ont eu sur l’environnement furent retrouvés. Des traces d'échanges avec des villages voisins mais aussi d'échanges à longue distance comme de l'ambre de la Baltique, du silex de Touraine ou du cuivre du Languedoc furent mis au jour.
Les eaux du lac remontèrent et submergèrent définitivement le site, ce qui a permis la conservation exceptionnelle des vestiges en matière végétale : bois, manches d’outils, textiles, cordes, ficelles, graines, pains, etc. en plus des éléments imputrescibles comme le silex, les vases en terre cuite.
Ce site néolithique, de renommée européenne par la qualité des fouilles subaquatiques et les extraordinaires vestiges sortis (comme des poignards en silex ayant conservé leur manche en bois), a été exploité de 1972 à 1986 par une équipe d’archéologues grenoblois bénévoles et a fait l’objet de très nombreuses publications tant sur le matériel que sur la vie quotidienne et les activités des habitants.

## Protohistoire

### L'âge du cuivre
L'âge du Cuivre désigne une période intermédiaire, une étape de transition entre les industries lithiques et osseuses caractéristiques du néolithique final et l'industrie métallurgique naissante qui leur succède à l'âge du bronze. Le cuivre arriva en Isère en provenance du Languedoc dès 2650 av. J.-C. sous différentes formes (armes, bijoux, outils), la culture campaniforme arriva quelques siècles plus tard et préfigura les prémices de l'âge du bronze.

### L'âge du bronze
C'est à partir de 2000 ans av. J.-C., que les premiers bronzes originaire des fabriques métallurgiques du canton du Valais (vallée du Haut-Rhône) en Suisse arrivèrent en Isère. Puis vers 1500 ans av. J.-C. succéda des importations en provenance d'Allemagne, d'Alsace et de Suisse occidentale. Les échanges avec l'Italie augmentaient dans le même temps grâce à l'ouverture de passages dans les Alpes comme le prouve la découverte de vases provenant de Lombardie sur la commune de Sainte-Marie-du-Mont. Dans le nord du département, notamment près de Porcieu-Amblagnieu, ont été trouvées des traces de marchands ambulants de bronze qui s'installèrent sur les bords du Rhône.
Les rites autour de la mort changèrent aussi lors de cette période comme le montre une grande urne funéraire trouvée à Fontaine; l'inhumation individuelle portée par la civilisation des champs d'urnes venant du sud-ouest de l'Allemagne succéda aux inhumations collectives qui se faisaient dans les grottes sépulcrales.
Les premiers métallurgistes alpins ont fait leur apparition entre 1300 et 1100 av. J.-C. certainement afin de répondre à une demande émanant d'utilisateurs locaux. La découverte de nombreux objets en bronze (haches, couteaux, bracelets…) sur les communes de Goncelin et d'Allevard montre l'importance de la métallurgie pratiquée par les bronziers autochtones.
Le commerce du bronze se développa, ce qui imposa le développement de voies de circulation afin de se rendre des lieux de production aux lieux de commerce et simultanément apparut une classe sociale qui gérait ce commerce, qui avait des responsabilités et des privilèges, sorte de noblesse de l'âge du bronze comme le démontre la « tombe princière » de Saint-Romain-de-Jalionas. Cette chambre funéraire se trouvant dans un tumulus de 45 mètres de diamètre fut trouvée en 1987, et renfermait la tombe d'un « prince » enterré avec ses armes et ses bijoux au cours du IXe siècle av. J.-C., période finale de l'âge du bronze.

### L'âge du fer
La civilisation du premier âge de fer se caractérisa par l’importance des exportations de produits du bassin méditerranéen, mais pour exporter ces produits finis il fallait avant tout des matières premières comme l'étain qui était très convoité par les Grecs et les Étrusques pour la confection de leurs bronzes. Les voies maritimes en Méditerranée étant peu sûres au cours du VIe siècle av. J.-C., en effet les Étrusques contrôlaient le commerce avec la Corse et les côtes gauloises, les Carthaginois à la suite des Phéniciens contrôlaient les routes maritimes et le trafic des minerais dans toute la Méditerranée occidentale et le débouché sur l'Atlantique par le détroit de Gibraltar. Ainsi la voie terrestre fut donc privilégiée pour convoyer les marchandises provenant de Cornouailles ou de Bretagne par caravane en passant par les Alpes. La fréquentation des cols alpins augmenta ce qui permit aux populations de ces régions de s'enrichir, les montagnards vendaient leurs services en portant les marchandises de ces caravanes et en les guidant à travers les montagnes. Plusieurs objets trouvés dans les montagnes de l'Isère montrent bien les richesses que ces habitants ont pu engranger, c'est le cas à Rencurel dans le Vercors au niveau de la Grotte de la Balme Noire où furent découverts, entre autres, un bracelet en lignite et des anneaux en bronze au décor ciselé. Mais ce commerce ne dura qu'un temps, et vers le IVe siècle av. J.-C. les voies maritimes redevinrent plus sûres et les caravanes se firent de plus en plus rares.

## Période gallo-romaine[22]

### Avant Rome
Quelques siècles avant notre ère se trouvaient sur le territoire qu'occupe actuellement le département de l'Isère beaucoup de peuples gaulois. Les Allobroges occupaient la zone la plus vaste allant du nord du Vercors et de Belledonne jusqu'au nord-est vers le lac Léman sur une grande partie des pays qui seront nommés plus tard la Sapaudia (ce « pays des sapins » qui deviendra la Savoie). La limite sud se situait dans le département aux portes de l'Oisans qui était le domaine des Ucennii, dans le Vercors où se trouvait le peuple des Vertamocorii et au niveau des vallées de la Gresse et du Drac, entre le Trièves et la Matheysine, domaine appartenant aux Tricorii.

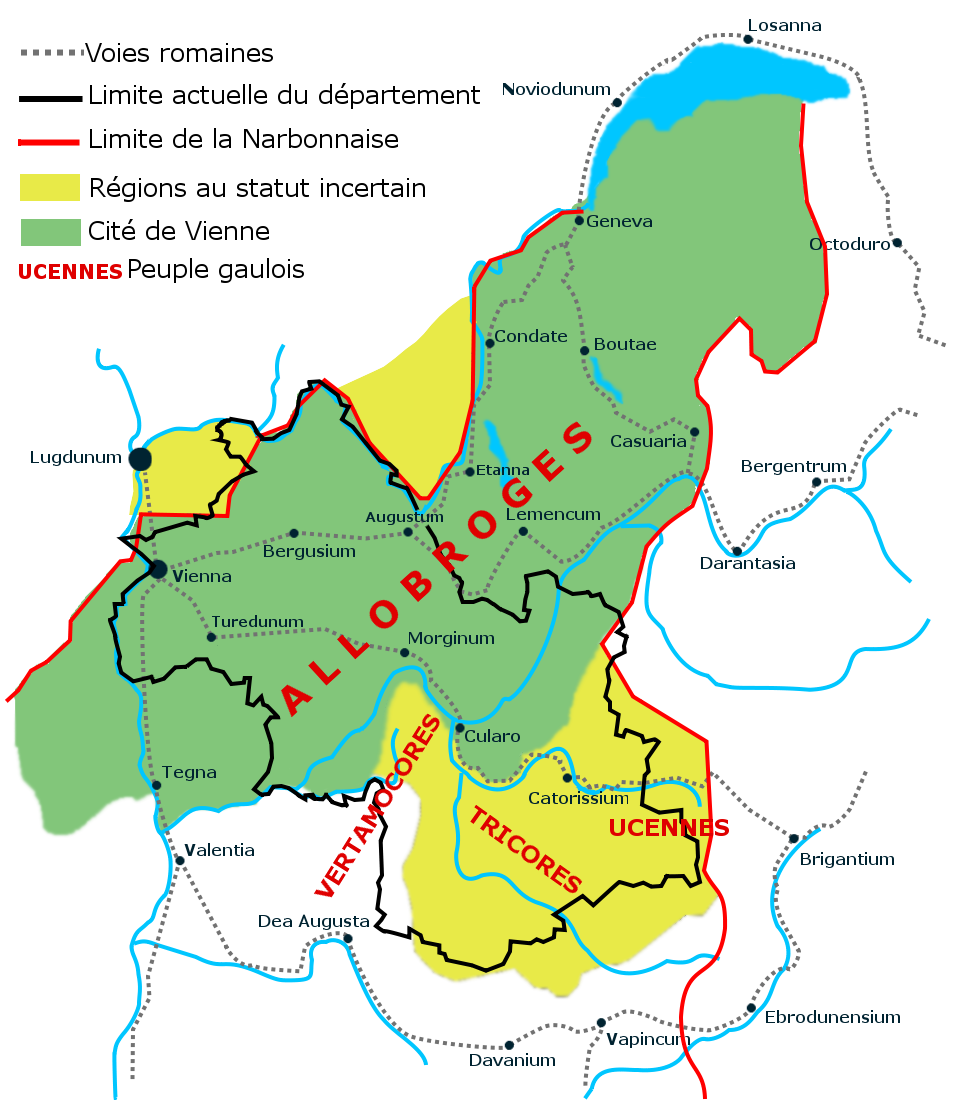
L'Isère à l'époque gallo-romaine

Le passage des Alpes par Hannibal en direction de l'Italie avec des dizaines de milliers d'hommes en 218 av. J.-C. lors de la deuxième guerre punique est l'un des premiers événements historiques relatif à l'Isère de cette époque. Hannibal Barca décida de s'éloigner de la côte afin d'éviter Marseille et l'armée romaine. Il remonta donc le Rhône jusqu'à sa confluence avec l'Isère. Le franchissement des Alpes qui dura une quinzaine de jours et fut raconté de façon contradictoire dans les livres de Polybe et de Tite-Live, l'itinéraire précis reste l'objet de nombreux débats historiques.

### Conquête romaine
Entre 125 et 118 av. J.-C., les peuples gaulois du sud-est, qu’étaient les Allobroges, les Arvernes et les Voconces, connurent un certain nombre de défaites successives face à Rome, et cette dernière put dominer une vaste contrée allant des Alpes aux Pyrénées donnant naissance à la province de la Gaule transalpine.
Excédé par la pression exercée par Rome sous la forme de lourds impôts, en 69 av. J.-C., une délégation des Allobroges se rend à Rome pour se plaindre du gouverneur Fonteius, défendu par Cicéron. En 63 av. J.-C., une délégation va de nouveau se plaindre à Rome. Elle manque d'être impliquée dans la conjuration de Catilina, mais dénonce les conjurés au Sénat romain. En –62 les Allobroges décidèrent de se soulever, emmenés par leur chef Catugnatos.  Cette révolte qui dura près de deux ans, conduit à la victoire des Romains, et à la prise par ces derniers de deux villes dont l’emplacement n’est toujours pas connu avec certitude : Ventia (peut l'actuelle Valence) et Solonion. C’est à la suite de la défaite de la bataille de Solonion que Vienne devint la capitale des Allobroges. Le dépôt de Sainte-Blandine atteste l'importance de Vienne aux IIe et Ier siècles av. J.-C. : dépôt sans doute votif, il comporte des objets nécessaires aux banquets rituels (service du vin, préparation et cuisson de la viande…) et des éléments de la vie quotidienne.
Par la suite les Allobroges se rangèrent du côté de Jules César, celui-ci en remerciement de leur fidélité promut la ville de Vienne au rang de colonie latine sous le nom de Colonia Julia Viennensis en -50 et leur octroya le droit romain.

### Stabilité et prospérité

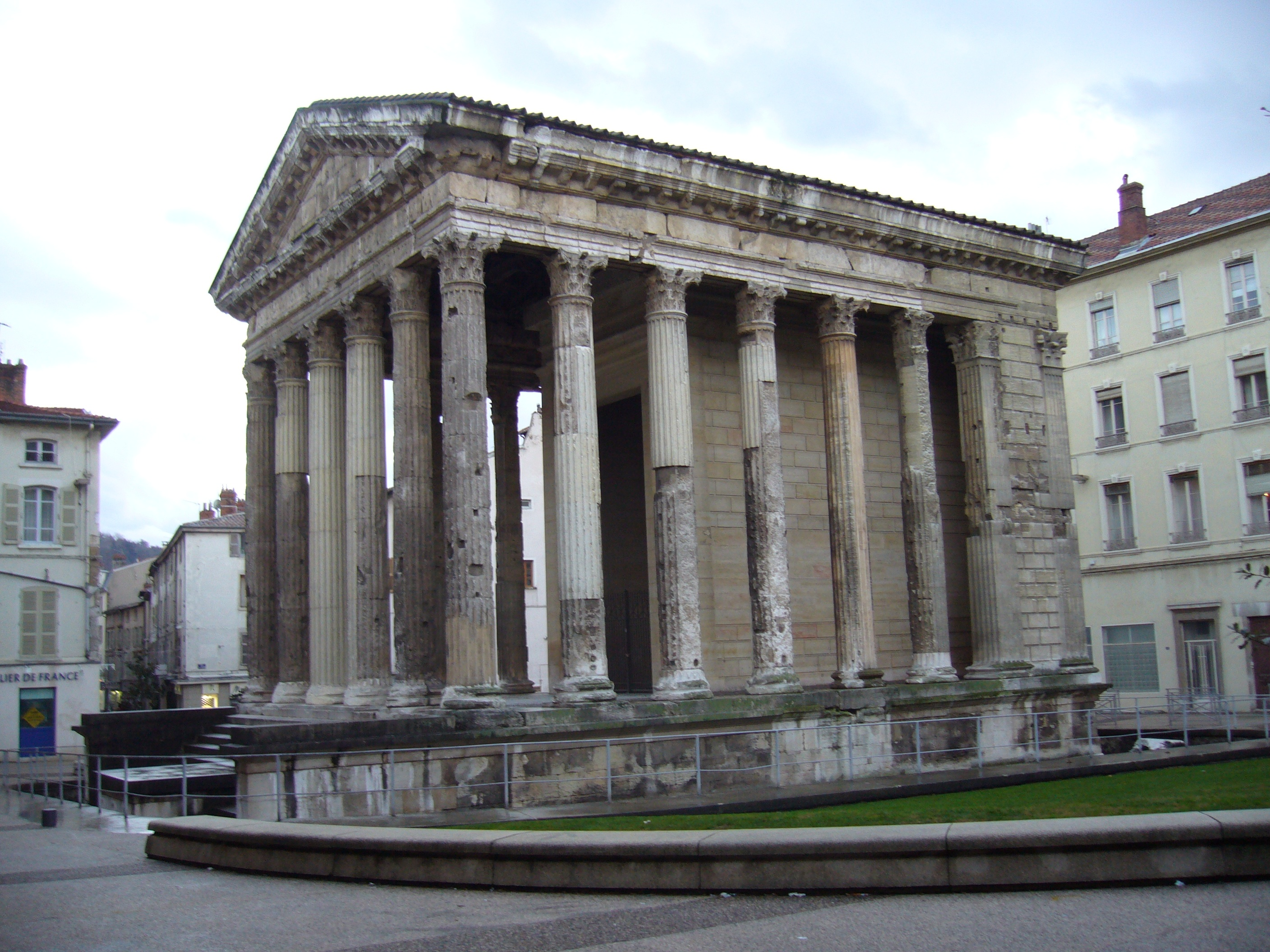
Temple d'Auguste et de Livie à Vienne

La Gaule narbonnaise remplaça la Gaule transalpine, et la cité de Vienne qui s’étendait sur 14 000 km² fut divisée en plusieurs pagi comme le pagus avianus de la région d’Aoste (Augusta). Outre les capitales de cité, les territoires possédaient de nombreuses petites agglomérations plus ou moins importantes, parmi lesquelles les vici comme Cularo (Grenoble) et Augusta (Aoste) qui disposaient de certaines caractéristiques comme un relais de poste sur une voie romaine, un regroupement d'artisans et de commerçants, un lieu de culte (fanum) et de divertissement avec ses thermes romains.
Ainsi la répartition des sites antiques dans le département montre bien comment le territoire était occupé par les habitants de l’époque, ceux-ci recherchaient surtout la proximité des grandes villes au nord comme Vienne (Vienna) et Lyon (Lugdunum), le potentiel agricole de certaines terres ou la présence de voies de communications fluviales (Drac, Isère, Rhône, Romanche…) ou terrestres.
Pendant les deux premiers siècles de notre ère, Vienne connut une certaine stabilité et prospérité, à l’exception en 69 apr. J.-C. de quelques troubles au sujet de la succession de Néron opposant Viennois et Lyonnais. La ville de Vienne s'orne d'une parure monumentale grandiose à cette époque, dont subsistent de nombreux vestiges Un commerce intense se développa, porté par le développement du réseau routier et de la navigation sur l’Isère et le Rhône ; comme en témoigne la découverte d’un certain nombre d’entrepôts  sur les bords de ce fleuve. Les échanges liés à ce commerce  permirent le développement d’agglomérations secondaires comme Aoste (Augustum), Bourgoin (Bergusium), Moirans (Morginum), Varces (Lachar), Tourdan (Turedunum)… situées le long d’axes économiques importants ou en position de carrefour sur ces grands itinéraires routiers.
Ainsi la ville de Turedunum était déjà mentionnée sur la table de Peutinger  comme étape sur la voie romaine qui reliait Vienne à Grenoble, permettant à Tourdan de jouir d’un développement remarquable pendant l’époque gallo-romaine. De nombreux objets antiques furent découverts prouvant bien la richesse de cette ville à l’époque, notamment un trésor monétaire gaulois  et un vase en argent qui est maintenant conservé au British Museum.
Un artisanat très varié s'était développé dans toutes ces localités, ainsi dans la ville d’Aoste ont été découverts les vestiges d’un four de potier parmi les mieux conservés en Europe, ces ateliers produisant des céramiques avaient une réputation qui s'étendait dans tout l'Empire romain, la ville comportait également un atelier d’intailles.
À cette époque des communautés chrétiennes étaient déjà implantées dans le département surtout dans le nord, en Isère rhodanienne, comme le démontre en 177 les martyrs de Lyon, par suite l'édit de Milan en 313 accorde la liberté de culte à toutes les religions et met fin aux persécutions permettant à l'église de s'implanter officiellement en Isère comme partout ailleurs.

### Bas-Empire

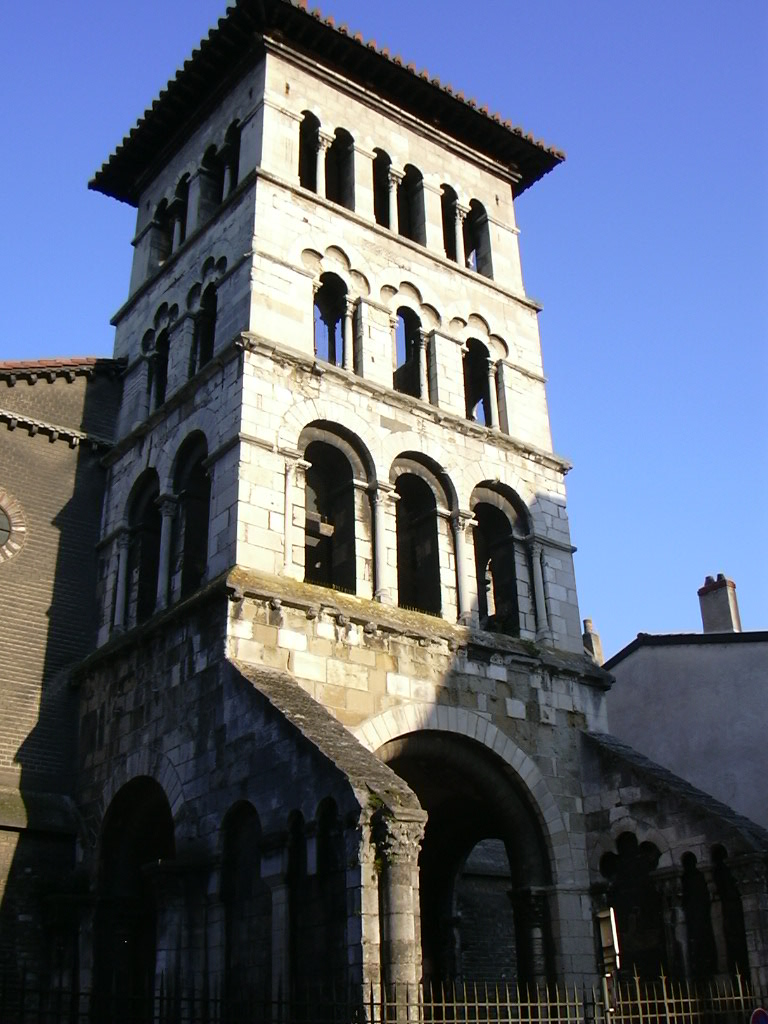
L'église Saint-Pierre de Vienne

Dioclétien découpa l'Empire romain en diocèses à la fin du IIIe siècle. La ville de Vienne était le chef-lieu d’un diocèse portant son nom et regroupant 8 provinces sous la responsabilité du César d'Occident. La cité devint ensuite pour un temps le chef-lieu du diocèse des Sept Provinces, qui couvrait la moitié sud de la Gaule avant que la ville de Bordeaux ne prenne sa place. À partir du milieu du IIIe siècle une certaine insécurité se mit en place et le territoire isérois connut ses premières incursions germaniques par les Alamans.
La sombre époque qu’est l’Antiquité tardive suivit ; cette période connut des crises démographiques, la disette, l'inflation, une insécurité grandissante obligeant les villes à se replier à l’intérieur de leurs remparts, certains villages fondés pendant la vitalité économique du Haut-Empire connaissent des difficultés et sont parfois mêmes abandonnés.
La bourgade de Cularo (Grenoble) tira son épingle du jeu pendant cette période de crise, et c’est à la fin du IVe siècle (en 381) que la ville fut élevée au rang de chef-lieu de cité par Gratien qui lui donna son nom (Gratianopolis). De même, la ville de Vienne demeure florissante malgré l'insécurité, comme en témoigne le trésor d'argent de la place Camille-Jouffray, enterré au début du IVe siècle et découvert en 1984. L'ancienne église Saint-Pierre de Vienne est aujourd'hui le symbole de cette période.
Avec la christianisation de l'Empire romain, le pouvoir épiscopal est de plus en plus présent et s'installe dans les chefs-lieux des cités, ainsi les premiers évêques du département ne sont pas connus avec certitude mais selon toute vraisemblance il s'agirait de Domninus (en 381) à Cularo (Grenoble) et de Verus (en 314) à Vienne.
La fin du Ve siècle sonne la fin de l’empire romain, les frontières de ce dernier craquent de toutes parts, et dans tout l’occident romain se répandirent les peuples germaniques, ainsi en 410 Alaric Ier fait le siège de Rome, et en 468 les Burgondes prennent la ville de Vienne.

## Moyen Âge

### Haut Moyen Âge (de 500 à 750)[32]
Cette époque débute à la déposition du dernier empereur romain d'Occident Romulus Augustule (* vers 460 – † après 511) par Odoacre en 476. En Isère et tout particulièrement à Grenoble cette période de l’histoire est un temps de développement. Rome céda sa place au royaume burgonde de 443 à 524 (date de la bataille de Vézeronce) qui lui-même fut suivi par les rois francs, aux côtés de cette autorité royale se trouvaient les évêques qui jouissaient d'un rôle croissant sur leurs diocèses d'un point de vue administratif et juridique devenant ainsi un des principaux personnages d'autorité.
À cette époque le territoire qu'occupe actuellement le département de l'Isère était composé dans sa plus grande partie de l'archidiocèse de Vienne et du diocèse de Grenoble, quelques localités appartenant aujourd'hui à l'Isère appartenaient à l'archidiocèse de Lyon et au diocèse de Belley dans le nord du département et aux diocèses de Die et de Gap dans le sud.
La cité de Vienne resta prospère en ce début de Moyen Âge, après la prise de Vienne par les Burgondes, la cohabitation entre les gallo-romains autochtones et ces envahisseurs qui en firent une de leurs capitales se passa d'une manière plutôt paisible et l'évêque Sidoine Apollinaire décrit même ces derniers comme « les plus doux des barbares ».

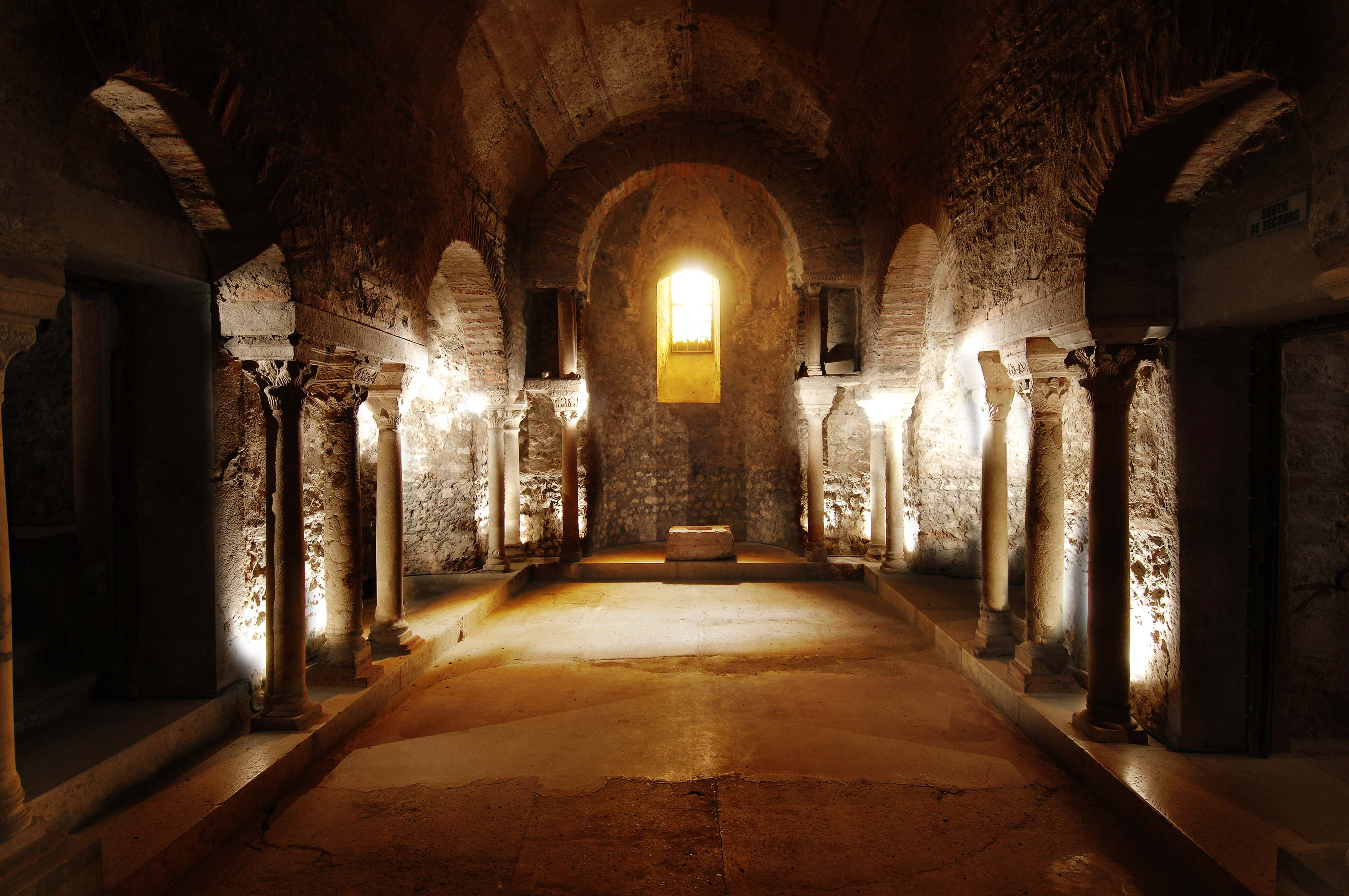
La crypte Saint-Oyand sous l'Église Saint-Laurent

Les « nobles » reposèrent leurs puissances sur les domaines ruraux qui constituaient la base économique, permettant aux campagnes iséroises de rester bien occupées comme à Hières-sur-Amby, sur le site archéologique de Larina ou fut découvert les traces d'une ancienne villa mérovingienne, construite sur un ancien oppidum, centre d'un important domaine rural. Ces grands domaines appartenant à cette noblesse, permirent à ces derniers d'aider le clergé urbain à convertir une population rurale au christianisme par la fondation de chapelle privée comme ce fut le cas sur le site de Larina. Puis dans certains domaines ruraux comme à Varces et dans les anciens vici apparaissent les premières paroisses rurales du département.
À Grenoble, l'église Saint-Laurent est un édifice datant pour une partie de la fin du XIIe siècle, et de l'autre de l’époque moderne. Cette église a été l'objet de nombreuses fouilles et a révélé une ancienne nécropole établie dès le IIIe siècle, aménagée et transformée pendant toute la période du haut Moyen Âge. La partie la mieux conservée est sans doute la crypte Saint-Oyand dont le décor sculpté est daté de la période carolingienne.

### Du Moyen Âge inférieur au bas Moyen Âge (de 750 à 1500)
En Isère comme partout en Europe, la construction de nombreux châteaux marque cette époque comprise entre le Xe siècle et le XVe siècle. Les fortifications connaissent de fortes évolutions passant de la motte castrale avec des fortifications en bois, comme le montrent les recherches menées sur le site de la motte du Châtelard à Chirens, à des châteaux en pierre destinés à protéger le seigneur et à symboliser son autorité au sein du fief. Ainsi vers l'an mil arrive une vague de construction de châteaux, en Isère en 980 il existait à peine cinq fortifications, en 1120 on dénombrait 120 châteaux sur le territoire. Comme il est dit plus haut toutes ces constructions de châteaux ne sont pas dues à un développement de guerre ou d'un climat d'insécurité, mais elles permettaient surtout aux châtelains d'exercer leurs pouvoirs lors du développement de la féodalité, période pendant laquelle l'autorité centrale a été affaiblie laissant place à l'implantation de circonscription administrative appelée châtellenie. Cependant les châteaux se concentrent entre les mains de quelques familles seigneuriales, mais surtout entre celles des dauphins.

#### Naissance et extension du Dauphiné

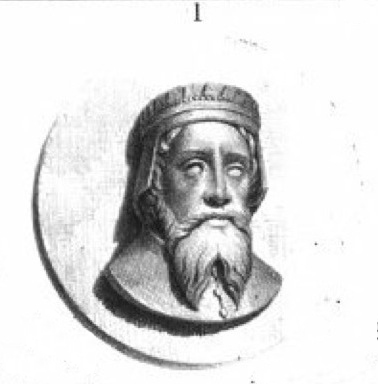
Guigues Ier d'Albon, premier des dauphins

Le territoire isérois restera franc et appartenant au Royaume de Bourgogne jusqu'au début du XIe siècle, puis en 1016 le roi de Bourgogne Rodolphe III n'ayant pas d'héritier, reconnaît son neveu de la maison des Ottoniens, l'empereur germanique Henri II du Saint-Empire comme suzerain protecteur et héritier de son royaume. C'est au début de ce siècle que Guigues Ier d'Albon, reconnu comme le premier des dauphins, fit son apparition dans l'histoire. Cet homme ambitieux possédait à la fin du Xe siècle un château, un village et une église à Vizille et des terres vers Roussillon au sud de Vienne. En l'an 1009, il reçut de la part de Rodolphe III la moitié du château de Moras en Viennois, il se fit ensuite appeler comte dès l'an 1016 dans une charte concernant des biens qu’il possédait à Moirans. Par la suite, on le découvre propriétaire en Champsaur (1027), en Oisans avec le titre de comte (1035), Grésivaudan (vers 1050), Briançonnais (vers 1053) et en vallée d’Oulx (1070), étendant ses terres entre le Rhône et les cols alpins. Guigues Ier put ainsi étendre son domaine grâce à ses liens de parenté avec les évêques de Grenoble et Valence et grâce à une fine stratégie de mariages. Ainsi naquit le Dauphiné qui devint un état indépendant du Saint-Empire romain germanique, la famille des Guigues s'efforcera ensuite d'agrandir, d'unir ce qui n'était donc au départ que quelques terres disséminées entre Vienne et Briançon grâce entre autres à l'usurpation de biens appartenant à l'église, engrangeant ainsi une certaine richesse.
Plus tard au milieu du XIIe siècle les Dauphin trouvèrent d'autres sources de revenus, la mine d’argent de Brandes (à L'Alpe d'Huez) est un exemple parmi d'autres. La première mention de cette mine date de 1236, année où le Dauphin Guigues VI de Viennois, décide d'édifier la collégiale Saint-André après l'Inondation de Grenoble en 1219. Dans son testament il lègue une partie de ses revenus de la mine afin de construire cette église. Le site de Brandes abritait alors près de 150 familles qui venaient travailler dans les mines du Dauphin situées à plus de 1 800 m d'altitude pendant six mois par an, le minerai était concassé et lavé sur place, avant d’être descendu à l'aide de mulet dans l’atelier monétaire delphinal de Grenoble. La mine ferma un siècle après son ouverture en 1336.

#### Guerres delphino-savoyardes

Armes des dauphins du Viennois

Les deux États voisins de Savoie et du Dauphiné se sont détachés du Saint-Empire romain germanique. À l'origine simples seigneuries, chacun s'est étendu progressivement au gré des événements (mariage, conquête, protection…) sans souci de cohérence géographique. Il n'y avait pas de véritable frontière qui pouvait être tracée et les possessions s'enchevêtraient.
Des fiefs comme Rives, Voiron et Saint-Laurent-du-Pont appartenaient au comte de Savoie Amédée III et étaient jugés comme « sensible » par le dauphin Guigues IV d'Albon car trop près de Grenoble. Ces événements sont à l’origine d’un des premiers conflits delphino-savoyards, ainsi en 1140 Guigues IV leva son armée et alla marcher contre Amédée III de Savoie en Grésivaudan car ce dernier exerçait quelques pressions sur les terres du dauphin.
Mettant le siège devant le fort de Montmélian, les premiers combats tournèrent en la faveur du comte d’Albon, et ce dernier comptait sur la baisse de moral des assiégés pour enlever la place. Amédée comprit le danger et rallia ses troupes qui étaient dispersées et attaqua les retranchements de Guigues au pied du château. Les Dauphinois, sous l'effet de la surprise s’en allèrent à la débandade, laissant Guigues avec quelques chevaliers seuls face à l'ennemi. Le comte d'Albon fut mortellement blessé et emmené dans son château de La Buissière où il décéda.
À la suite de la mort de son père, Guigues V qui était encore trop jeune pour gouverner, dut laisser la régence jusqu'en 1153 à sa mère Marguerite. Très jeune, Guigues décida de venger son père en allant ravager les terres du comte de Savoie, et comme son père onze ans plus tôt, il mit le siège devant Montmélian mais sera mis en déroute par l'armée de secours du comte Humbert III de Savoie. À la suite de ces événements tumultueux l'évêque de Grenoble Hugues II, intervient et une paix entre les deux adversaires fut conclue, mais celle-ci ne dura pas un siècle.
Cent ans plus tard Guigues VII de Viennois poursuivit la politique de son père en contractant un mariage avec Béatrice de Faucigny (1237 † 1310), fille de Pierre II, comte de Savoie et d'Agnès de Faucigny. Béatrice lui apporta en dot le Faucigny, une terre éloignée de Dauphiné et menaçante pour la Savoie, mais Pierre II ne réalisa que plus tard qu'il était désormais encerclé par son voisin dauphinois. Un certain nombre de futurs conflits entre les deux voisins auront pour objet ces terres.
Les décennies qui suivirent ne furent qu’une succession de chevauchée (longs raids dévastateurs) à la suite de querelles déclenchées par l’empiétement sur les terres de l’un et de l’autre. Un certain nombre de traités virent le jour en 1286 (traité de Paris), 1293 (traité de Saint-Jean-de-Moirans) pour tenter de mettre fin à ces guerres, mais ces derniers n’étaient respectés que peu de temps. Guigues VIII de Viennois (1309 † 28 juillet 1333) est un enfant de neuf ans quand son père meurt en 1318. Chevalier et combattant hors pair, il remporte en 1325 la Varey qui est la plus célèbre bataille du conflit opposant les comtes de Savoie aux dauphins du Viennois, près de Pont-d'Ain, une victoire éclatante contre les Savoyards alors qu'il n'est âgé que de seize ans et qu'il est encore sous la tutelle de son oncle, Henri Dauphin. Les chroniques du temps nous disent que « l'ost de Savoye fut bellement desconfit ». L'influence française se renforce sous son règne, par son mariage avec Isabelle, fille du Roi Philippe V le Long. De 1325, date de la bataille de Varey à sa mort en 1333, Guigues VIII sera en conflit quasi permanent avec son voisin savoyard. Les raids et opérations de représailles se succèdent, comme l'incendie du bourg de Saint-Pierre-d'Allevard par les troupes du duc de Savoie le 18 décembre 1325.

#### Cession du Dauphiné

Blason du Dauphiné Français

Succédant à Guigues VIII, Humbert II fut le dernier dauphin du Viennois, n'ayant pas l'ardeur guerrière de son frère, il se rangea plutôt dans le camp des pacifiques. Ayant passé sa jeunesse à la cour de Naples, il entretint une cour fastueuse à Beauvoir-en-Royans ce qui était mal perçu par ses frustes contemporains. Après la perte de son fils unique André, Humbert abandonna vite l'espoir d'avoir une descendance et projeta dès 1337 de céder son héritage.
Les difficultés financières s'accumulant, Humbert fait procéder à l'inventaire de ses biens en 1339 dans le but de vendre sa principauté au pape Benoît XII. La transaction avec le pape ayant échoué, c'est finalement au roi de France Philippe VI de Valois que le Dauphiné est cédé le 29 mars 1349 par le traité de Romans. Ainsi à partir de 1349 le Dauphiné devint une province française qui donna plus tard, en 1790, naissance à 3 départements : l'Isère, les Hautes-Alpes et la Drôme.

## Époque moderne

### LeXVIesiècle: les places fortes

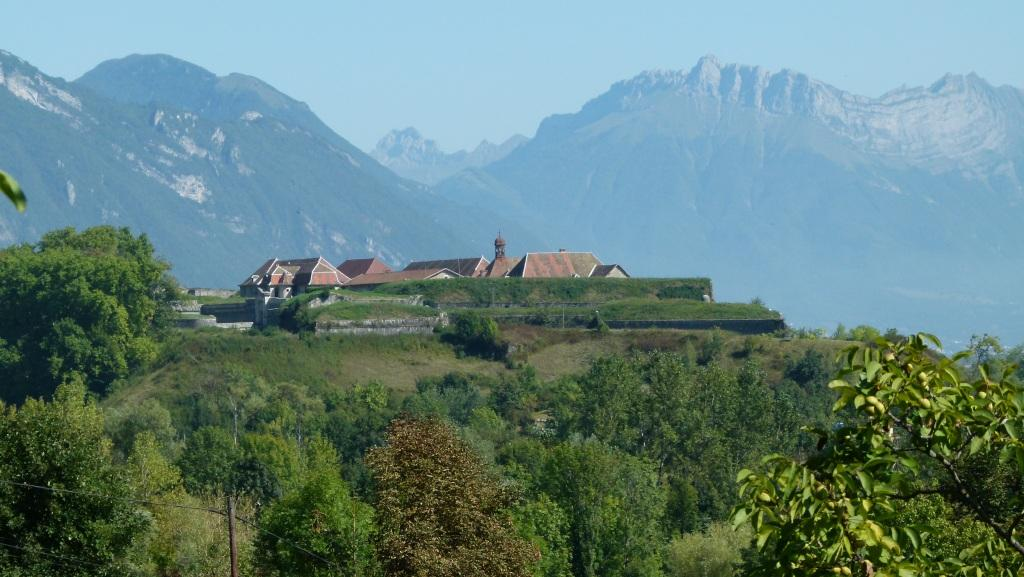
Fort Barraux

Ce type d'architecture, apparue en Italie dès le début du XVIe siècle, succède aux constructions traditionnelles des châteaux-forts. Ceci s'explique par l'évolution des armes à feu et en particulier des canons qui sont de plus en plus performants. Une fortification bastionnée se caractérise par sa forme en étoile, hérissée de bastions (ouvrage pentagonal remplaçant les tours moyenâgeuses) et d'ouvrages avancés qui seront portés à leur perfection par Vauban. Le Dauphiné fut doté de places fortes assez nombreuses du fait que la province avait pour voisine la Savoie dont les souverains se trouvaient souvent parmi les rangs des ennemis des rois de France. Un des exemples encore visibles de ces places fortes en Isère est le fort Barraux.
Ce dernier fut construit sur ordre de Charles-Emmanuel Ier de Savoie en 1597 à proximité de la frontière savoyarde mais en territoire dauphinois. Il fut ensuite pris en 1598 par les Dauphinois puis transformé par Lesdiguières et complété à la fin du XVIIe siècle par Vauban avant d'être à nouveau modifié au début du XIXe siècle. ces successions de modifications constituent de ce fait un bel exemple d'architecture militaire de la fin du XVIe au XIXe siècle, avec son arsenal, ses trois casernes et ses lignes d'enceinte.

### UnXVIIesiècleen demi-teinte

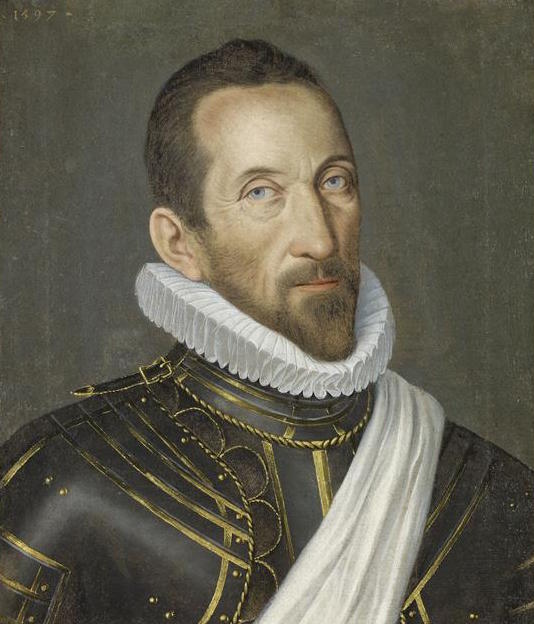
François de Bonne de Lesdiguières.

La fin du XVIe siècle et le début du XVIIe furent profondément marqués par le travail de François de Bonne de Lesdiguières, lieutenant-général du Dauphiné, qui se donna pour mission de maintenir la paix et de remettre en route la vie économique de la province. Lorsqu’en 1584 Henri III de France désigne le roi de Navarre pour lui succéder, l'autorité de Lesdiguières sur les Huguenots du Dauphiné est reconnue. Après plusieurs échecs sanglants, il s'empare en 1590 de Grenoble et lança de grands travaux d'urbanisme et de fortification dont ceux de la Bastille sur la rive droite de l'Isère, les fortifications tendues sur la rive gauche ainsi que la construction de l'Hôtel de Lesdiguières à Grenoble et le château de Vizille. Ces nombreux ouvrages créèrent des emplois et ranimèrent de proche en proche la production. François de Bonne construisit aussi de nombreux ponts à Grenoble, à Claix (une des sept merveilles du Dauphiné) et à Vienne ce qui contribua avec la création de routes, notamment la "route du Connétable" de Grenoble à Gap, à relancer le commerce. À la suite de l'édit de Nantes, Lesdiguières qui devint un des plus puissants personnages du royaume, imposa à ses coreligionnaires protestants, comme aux catholiques, la cohabitation bien que celle-ci fut difficilement acceptée. À la suite de son abjuration solennelle du 24 juillet 1622 en la collégiale Saint-André de Grenoble afin de se convertir à la religion catholique il devint le dernier Connétable de France et chevalier du Saint-Esprit.

#### L'art de la contre-réforme

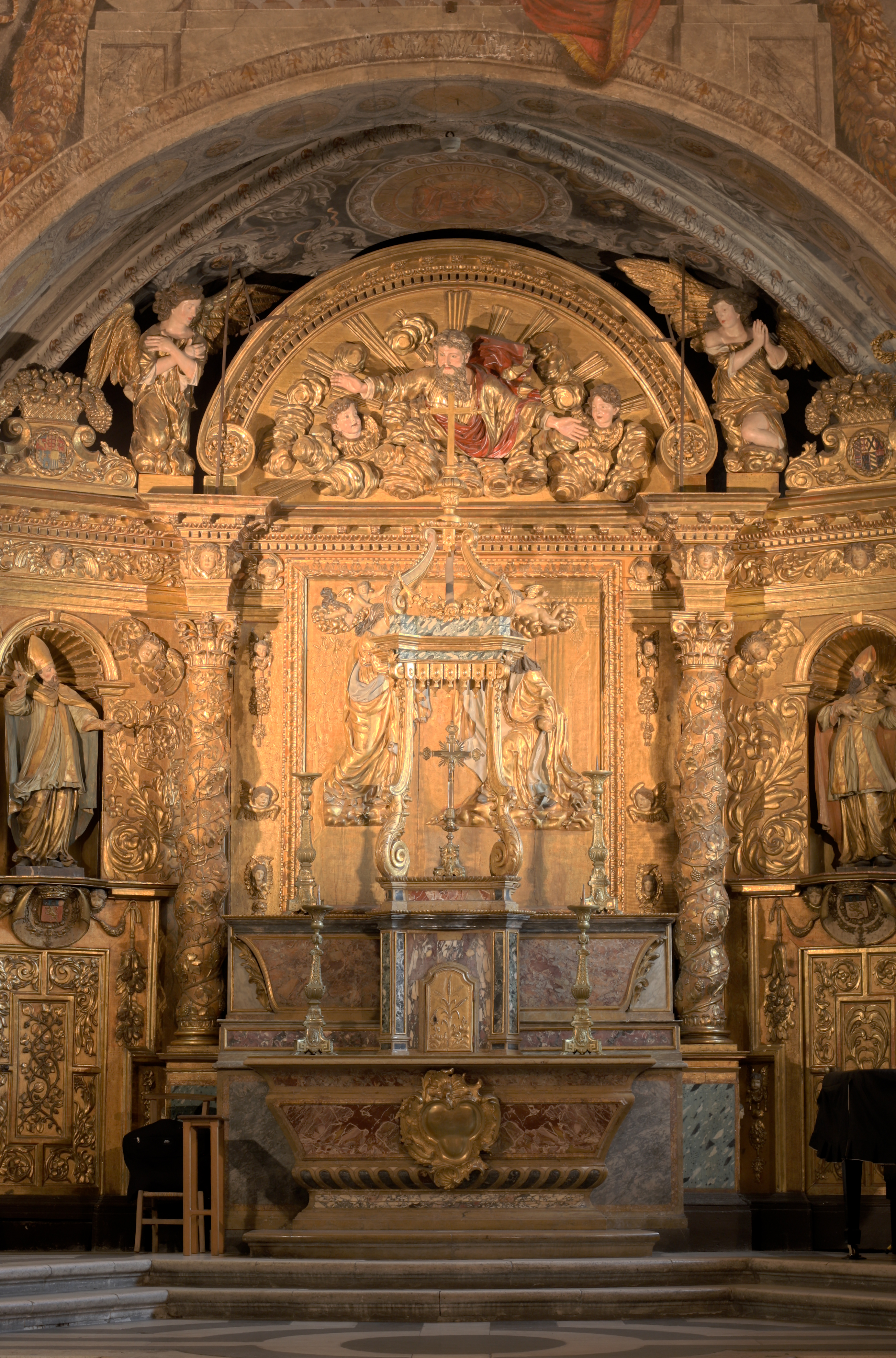
Autel de la chapelle de l'ancien couvent Sainte-Marie-d'en-Haut

Au cœur du mouvement de la Contre-Réforme de nombreuses constructions s'élevèrent ou furent rebâties, notamment par les ordres religieux anciens ou nouveaux (Capucins, Récollets, Visitandines, Bernardines, Ursulines…) qui ont (re-)construit  leurs monastères. Un des exemples parmi les mieux conservés de nos jours en Isère est celui de l'ordre de la Visitation Sainte-Marie fondé par la baronne Jeanne de Chantal (fondatrice de l'ordre), cinq religieuses et quelques novices en l'année 1618 à Grenoble. Ainsi l'ancien couvent Sainte-Marie-d'en-Haut fut érigé par Alexandre Coulliot, originaire de La Mure, il construisit des bâtiments étagés dans la pente et agrémentés de jardins réguliers qui sont disposés autour d’une cour carrée entourée sur trois côtés d’une galerie de cloître et ce fut en 1622 que les religieuses prirent place dans leur couvent. Le caractère exceptionnel du couvent vient surtout de sa chapelle baroque qui reçut en 1662 un décor en camaïeu de gris et de blanc rehaussé d’or réalisé par le peintre Toussaint Largeot. Des scènes de la vie du Christ, de la Vierge et de saint François de Sales y figurent au milieu d’un décor de médaillons, rinceaux et guirlandes de fleurs et de fruits,. Près de trois siècles plus tard, le couvent accueillera le musée dauphinois fondé en 1906 par Hippolyte Müller qui déménagea en 1968 dans l'ancien couvent Sainte-Marie-d'en-Haut.
Une place à part doit être réservée au monastère de la Grande Chartreuse fondé par saint Bruno en 1084 avec l'appui de saint Hugues, évêque de Grenoble. Présent depuis le XIe siècle dans ce massif qui porte désormais son nom, l'ordre des Chartreux et son monastère ont affronté plusieurs incendies. Le dernier, le 10 avril 1676, du fait d'un feu de cheminée parti des appartements du Révérend Père. Les bâtiments furent reconstruits aussitôt après par Dom Innocent Le Masson selon un nouveau parti architectural pouvant être observé de nos jours, donnant une vue des hauteurs voisines sur cet essaim de toits aigus dont la lumière modèle les facettes d'ardoises grise.

### LeXVIIIesiècle
Le XVIIIe siècle tout en étant une période de prospérité pour les Isérois fut toutefois limité par l'exode protestant de la fin du XVIIe, comme tout le reste de la France.
Cependant, un célèbre paysan qui devint contrebandier, Louis Mandrin, mit à mal l'autorité notamment en s'attaquant aux impopulaires fermiers généraux, il reçut ainsi rapidement le soutien de la population.
Cette période de calme et de prospérité permit ainsi le développement d'une vie intellectuelle qui se révéla très vivante, notamment à Grenoble où se fonda une bibliothèque publique qui comptait parmi ses membres le grand-père de Stendhal. Plusieurs "grands noms" isérois sont à noter dans ce siècle des Lumières comme  Dolomieu, un des premiers géologues et lithologiste français ; Vaucanson, inventeur et mécanicien qui contribua entre autres à l'automatisation des métiers à tisser ; Mably, philosophe et frère de Condillac lui aussi adepte de la philosophie ; Barnave homme politique…

## Époque contemporaine

### Dès prémices de la Révolution à l'Empire

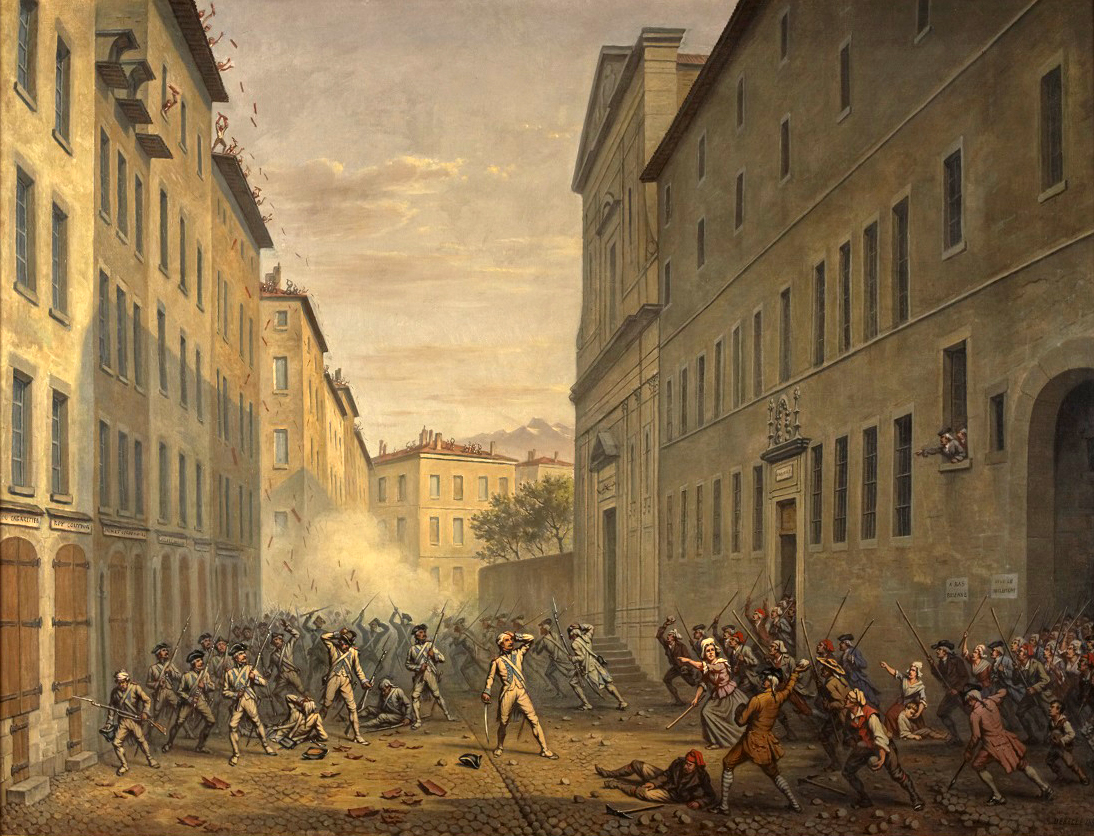
La Journée des Tuiles du 7 juin 1788 par Alexandre Debelle, (musée de la Révolution française).

L'aube de la Révolution française devait donner au Dauphiné l'occasion de sortir du silence dans lequel il s'était enfermé. Le parlement de Grenoble avait été des plus actifs dans l'attaque du despotisme et la défense des libertés dauphinoises, sans oublier les intérêts de ses propres membres. Les édits du 8 mai 1788 pris par Brienne, qui réduisaient les pouvoirs des parlements, furent très mal reçus : il fallut l'intervention de la force militaire pour en obtenir l'enregistrement.
À cette époque Grenoble vivait dans une agitation extrême qui avait pour origine une récolte qui s'annonçait mauvaise en raison de la pluie et qui provoquait une hausse du prix du pain. Plusieurs familles protestent contre la hausse des prix d'aliments de première nécessité et chargent les membres du Parlement du Dauphiné de faire remonter leurs revendications auprès du roi de France Louis XVI. Mais ces parlementaires progressistes qui acceptent de faire remonter les doléances du peuple se font sévèrement semoncer par les ministres parisiens.
Un peu plus tard, en juin 1788, les magistrats grenoblois ayant reçu l'ordre de gagner leur maison de campagne, clercs, procureurs et « autres suppôts du parlement » annoncèrent au petit peuple qu'on le privait de ses défenseurs. L'émeute s'amplifia, les troupes de la garnison du gouverneur du Dauphiné furent arrosées de projectiles lancés depuis les toits et le gouverneur retira l'ordre de départ des parlementaires. Ainsi s'acheva la journée des Tuiles, grâce à l'action d'hommes comme Jean-Joseph Mounier et Antoine Barnave. Les suites de cette poussée de fièvre se déroulèrent de façon plus constructive. L'industriel Claude Perier reçut dans son château de Vizille des représentants des trois ordres du Dauphiné.
Précédé d'une flatteuse réputation, Mounier, élu député du Tiers joua un rôle actif dans le passage des États-Généraux à l'assemblée nationale constituante. Modéré, il se trouva vite dépassé par les troubles de l'été 1789 et démissionna dès octobre de la même année. Barnave plus hardi, n'en finit pas moins dévoré par la Révolution qu'il avait contribué à lancer.
Le Dauphiné tout entier resta d'ailleurs relativement calme durant la décennie révolutionnaire. La Grande Peur de juillet 1789 ne se révéla meurtrière que dans les terres froides et vers Crémieu. Et c'est le 4 mars 1790 que la province perdit son existence officielle lors de la création, à sa place, de trois départements : Isère, Drôme et Hautes-Alpes. De 1791 à 1793, les 4 districts du département de l'Isère (Grenoble, Saint-Marcellin, La Tour-du-Pin et Vienne) fournirent 11 bataillons de volontaires nationaux.
Après la victoire des coalisés à la bataille de Waterloo (18 juin 1815), le département est occupé par les troupes autrichiennes et piémontaises de juin 1815 à novembre 1818 (voir occupation de la France à la fin du Premier Empire).

### Cession de communes iséroises au Rhône

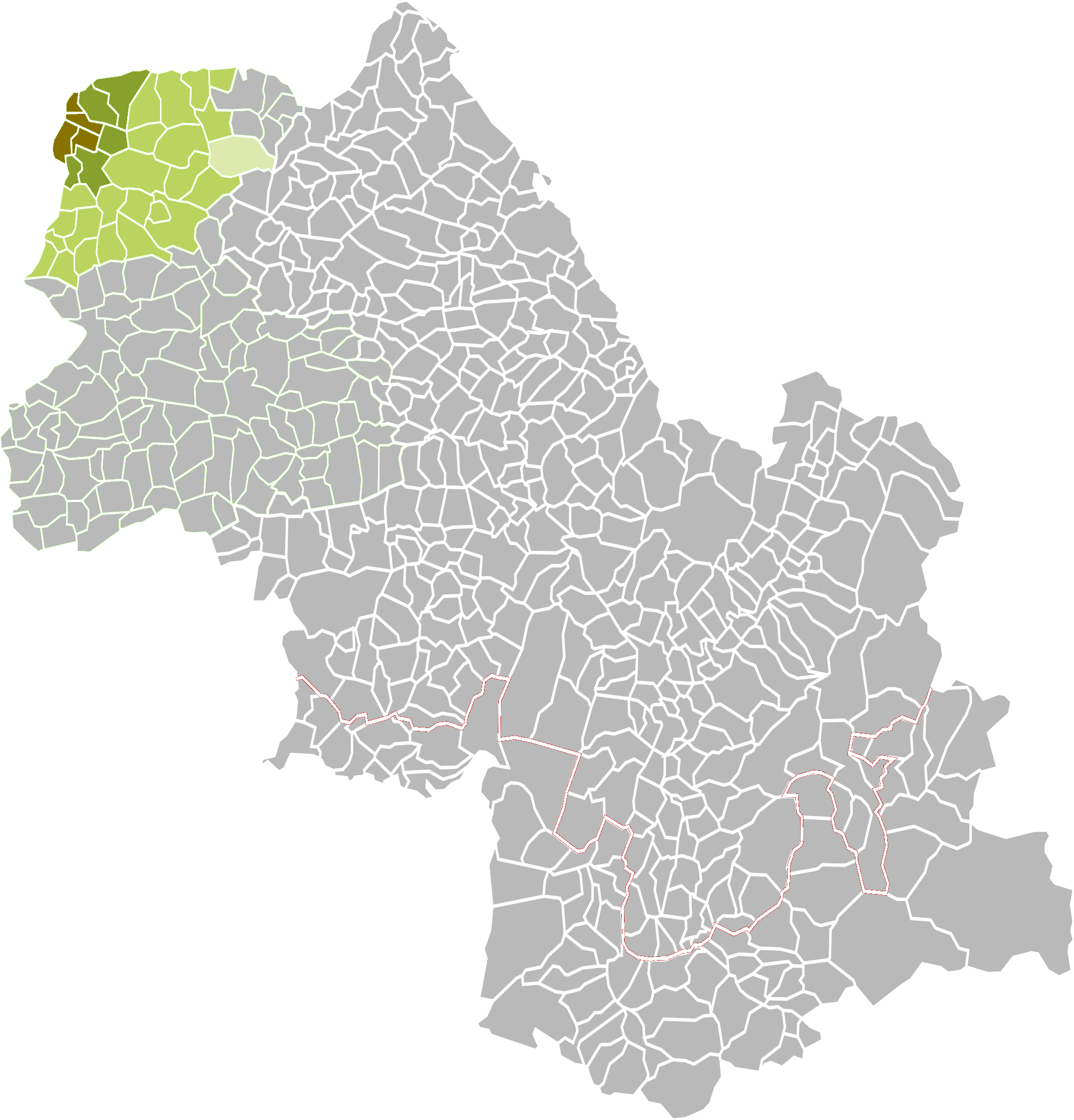
Évolution territoriale de l’Isère
Détaché en 1796
Détaché en 1852
Détaché en 1967
Détaché en 1971

À partir de 1816, le rattachement de Villeurbanne au Rhône est étudié. Lyon y voit l'occasion d'élargir un département du Rhône souvent considéré comme trop étriqué pour une ville de son importance et fait la demande d’annexion d’un tiers du département de l’Isère, mais celle-ci fut rejetée. Une nouvelle tentative vit le jour dans les années 1830 et échoua à son tour. C'est finalement le 24 mars 1852 que Napoléon III proclama le rattachement de quatre communes de l’Isère au département du Rhône : Vénissieux, Bron, Vaulx-en-Velin et Villeurbanne. Cette décision fait suite aux nombreuses demandes, notamment des villeurbannais, qui réclamaient depuis de nombreuses années leur annexion. Ils invoquaient le fait que leur vie quotidienne était tournée vers Lyon et qu'ils devaient se rendre à Grenoble ou Vienne pour les démarches administratives, considérées alors comme lointaines. Les habitants de Villeurbanne allèrent jusqu'à dire que leur appartenance au département de l'Isère aurait gêné l'implantation d'usine sur leur commune et même empêché la construction de digue le long du Rhône les protégeant des crues.
Depuis sa création, le département s'est vu amputé à plusieurs reprises de communes vers le département du Rhône, correspondant approximativement au pays du Velin :
- en 1796 : La Guillotière, précédemment détachée du département de Rhône-et-Loire en 1793 à la suite de l'insurrection lyonnaise ;
- en 1852 : 4 communes (Bron, Vaulx-en-Velin, Vénissieux[43] et Villeurbanne[44]) ;
- en 1967 : 23 communes[45] ;
- en 1971 : Colombier-Saugnieu.

### La Révolution industrielle
L’Isère possède un certain nombre de ressources naturelles, certaines issues de la montagne (forêts, eau de ses torrents) ou de ses sous-sols. Ces ressources ont permis de développer des activités de transformation comme la papeterie, le textile, la métallurgie ou des activités d'extraction (mine de fer, de plomb, d'argent…) qui sont pour certaines mise en place dès le Moyen Âge, comme l'atteste la présence de l'agglomération minière médiévale de Brandes. Ainsi en 1892 l'Isère comptait 42 concessions de combustibles minéraux s'étendant sur 10385 hectares, 46 mines de fer s'étendant sur 9095 ha et 8 mines de minerais métallifères autres que de fer comprenant 4116 ha. Le département dispose aussi de forces hydrauliques considérables et il est dès la fin du XIXe siècle un des départements les plus industrialisés du pays. Différents secteurs d'activités bénéficièrent en plus de forts progrès de l'industrie de la fin du XIXe et du début du XXe siècle, ainsi Paul Héroult installa en 1886 le premier four électrique de l'industrie métallurgique et commença la première coulée d'aluminium par voie électrolytique en France dans la ville de Froges, cette usine d'aluminium qui existe toujours mais n'est plus en activité sur ce site constitue un bel exemple d'architecture industrielle du début du siècle passé.

#### L'énergie hydraulique

Affiche de 1921 de la Papeterie Bergès de Lancey.

Les principales rivières du département comme la Bourbre, la Fure et la Morge ainsi que certains torrents de montagne ont permis la mise en place de moulin à foulon, à grains ou encore à papier ainsi que des martinets, des scieries etc. en subissant quelques aménagements hydrauliques, afin d'exploiter au mieux la force de l'eau. Ainsi les villes installées sur ces cours d'eau deviennent d'importants centres de production, chacune spécialisée dans leurs domaines comme Voiron et ses alentours considérée comme une « des villes industrielles les plus importantes du Dauphiné de la fin du XVIIIe siècle au XIXe, sinon la plus importante » pour sa fabrication de toile, principalement de la soie et pour ses nombreuses papeteries parmi les plus anciennes de France (1547). À cette même époque, la ville de Rives avait aussi pour principales richesses sa papeterie qui faisait travailler jusqu'à 700 ouvriers, ainsi beaucoup de communes du département (Bourgoin-Jallieu, Vienne…) purent tirer des profits de cette énergie hydraulique.
Un peu plus tard, l'industrie en Isère ne connut pas la révolution apportée par la machine à vapeur ou le coke comme combustible, à la place la puissance de l'eau des glaciers ou des torrents permit de produire une énergie nouvelle, la « houille blanche ». Afin d'optimiser cette énergie toute une industrie dut se mettre en place afin de produire l'équipement hydraulique nécessaire, et en 1863 à Uriage la première conduite forcée vit le jour. Cette dernière fut construite par la société Joya qui installa aussi quelques années plus tard (en 1882) avec Aristide Bergès une conduite de 500 mètres de hauteur sur les flancs de Belledonne afin de faire fonctionner les papeteries de Lancey. Plusieurs autres entreprises fournirent les territoires des Alpes et des Pyrénées en équipement hydraulique (comme des turbines), la plupart étaient implantées sur Grenoble et son agglomération comme les industries Joya (citée précédemment), Bouvier (un des plus anciens constructeurs de turbines), Bouchayer-Viallet et Neyret-Beylier (qui deviendra plus tard Neyrpic, sur Saint-Martin-d'Hères), ces deux dernières sociétés ont laissé une trace dans le paysage visuel de l'agglomération grenobloise et les immenses halles de production sont encore visibles de nos jours.

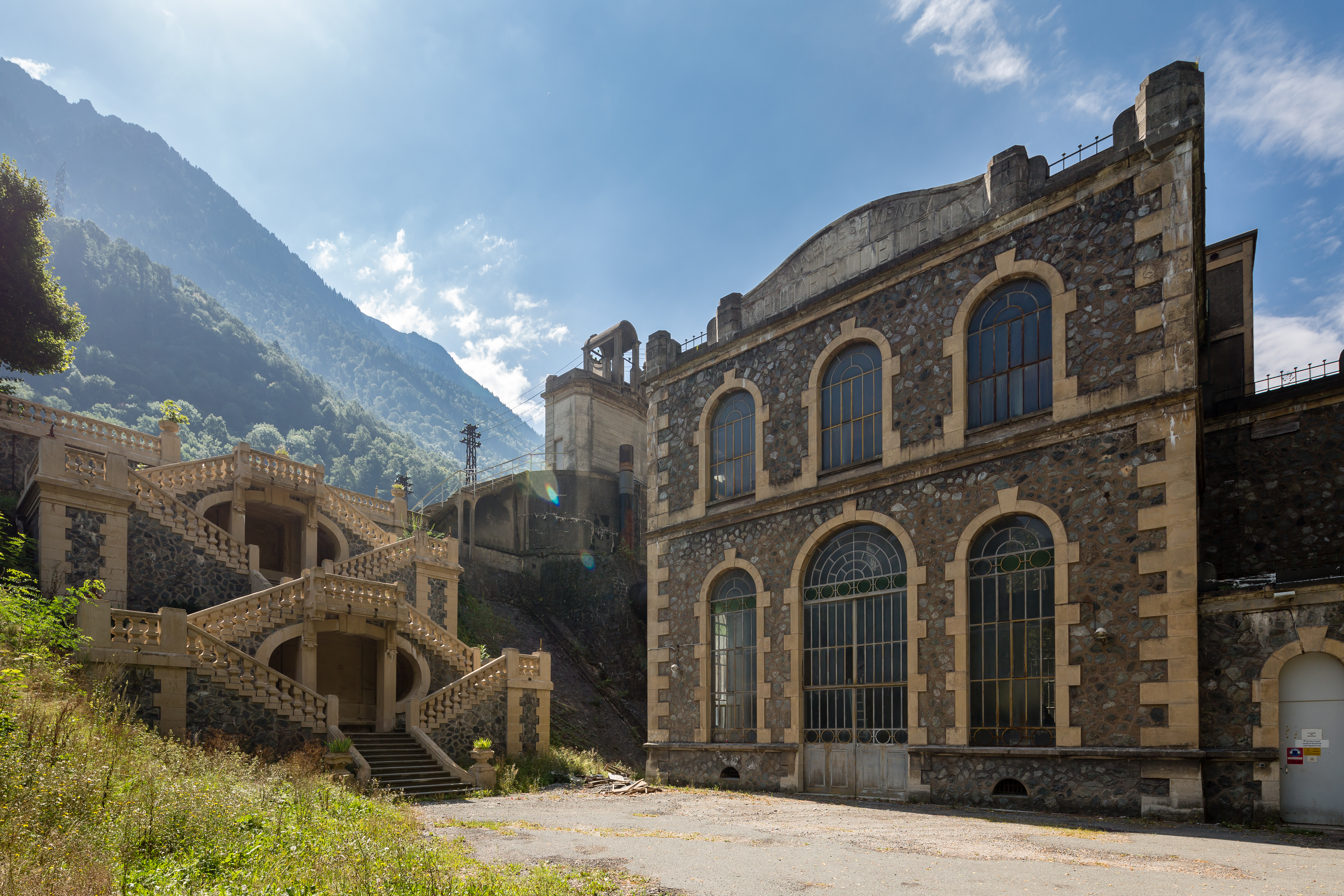
Centrale des Vernes à Livet-et-Gavet

La révolution apportée par l'arrivée de la « houille blanche » à la fin du XIXe, continua  de doper l'industrie iséroise durant cette période de l'histoire. Les eaux des lacs d'altitude et de certains torrents furent détournées dans des canalisations afin de produire de l'électricité par l'intermédiaire de barrage et de centrales pour alimenter les usines se situant dans le fond des vallées marquant parfois fortement les paysages. Certaines rivières comme le Drac et la Romanche devinrent des secteurs permettant l'installation de nouvelles industries. Ainsi la vallée de la romanche vit au début du XXe siècle l'installation de onze usines hydroélectriques qui alimentaient les industries électrochimique et électrométallurgique de la vallée, et permettaient de fournir du courant à la ville de Grenoble. Parmi ces centrales, celle des Vernes à Livet-et-Gavet (classée monument historique en 1994), toujours en activité est un bâtiment massif en maçonnerie de pierre construite en 1918 et comprenant un escalier à double volée en ciment moulé permettant l'accès à un jardin à la française et à une fontaine monumentale avec une cascade constituée par la chambre de mise en charge et le déversoir; la centrale des Vernes permettait d'alimenter notamment les aciéries de la Société des Établissements Keller et Leleux.
Après la fabrication des équipements hydrauliques, il fallut s'intéresser à la fabrique de l'appareillage électrique et un nouveau secteur industriel apparut à Grenoble et c'est en 1920 que la société Merlin Gerin créée par deux hommes (Paul-Louis Merlin et Gaston Gérin) vit le jour et connut une renommée mondiale presque immédiate grâce à la construction d'un disjoncteur haute tension.
En 1925, la ville de Grenoble organisa l'exposition internationale de la houille blanche et du tourisme qui se déroula sur le polygone du Génie militaire (l'actuel parc Paul-Mistral) et les 20 hectares du site furent envahis par une multitude de palais, de pavillons et d'attractions en tout genre qui ne furent qu'éphémères malgré la qualité architecturale de ces constructions. Il ne resta de cette exposition que la Tour Perret et le titre « capitale de la houille blanche » qui restera associé au nom de Grenoble pendant des années.

#### L'exploitation minière

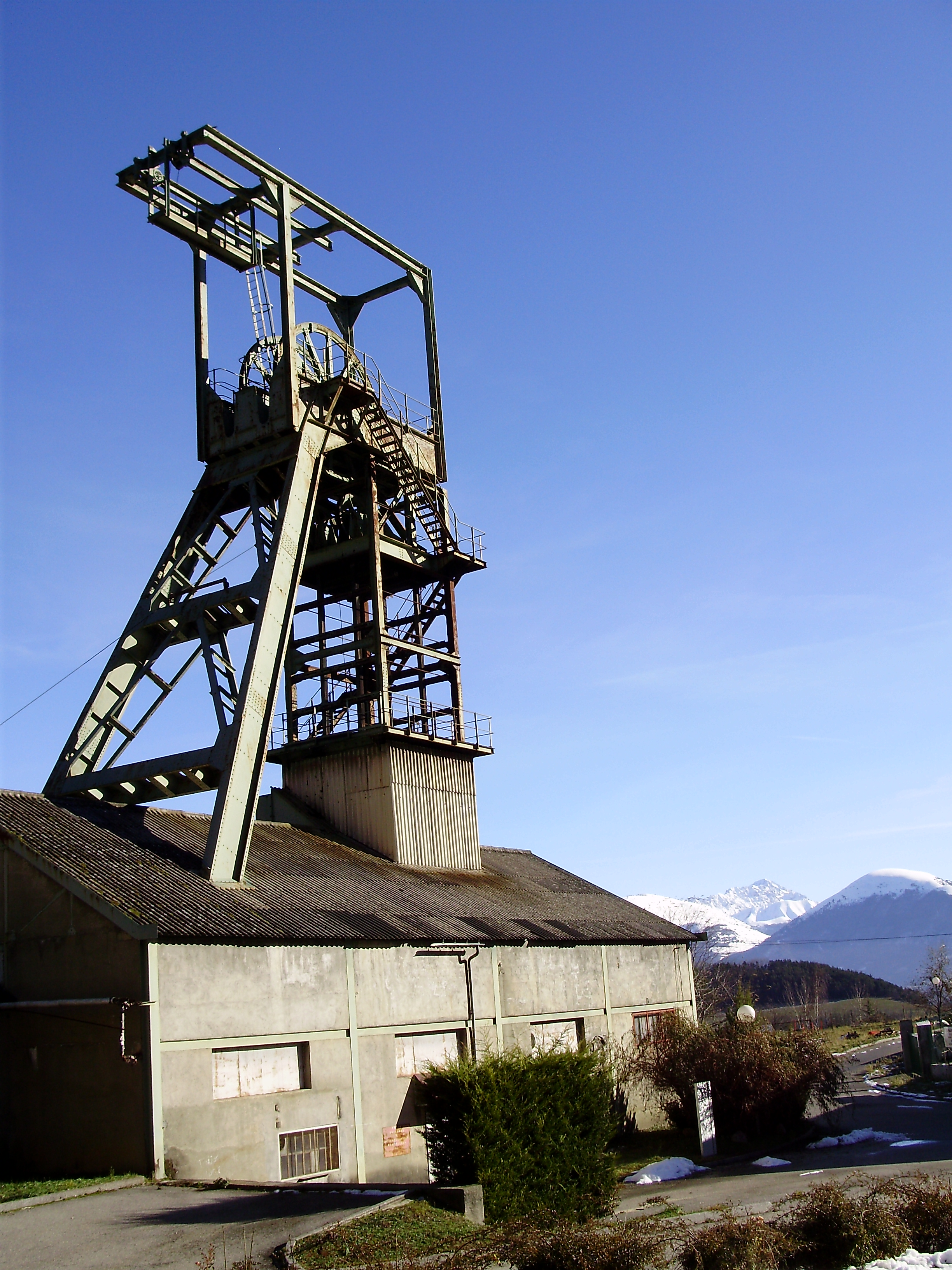
Chevalement des Rioux à Prunières.

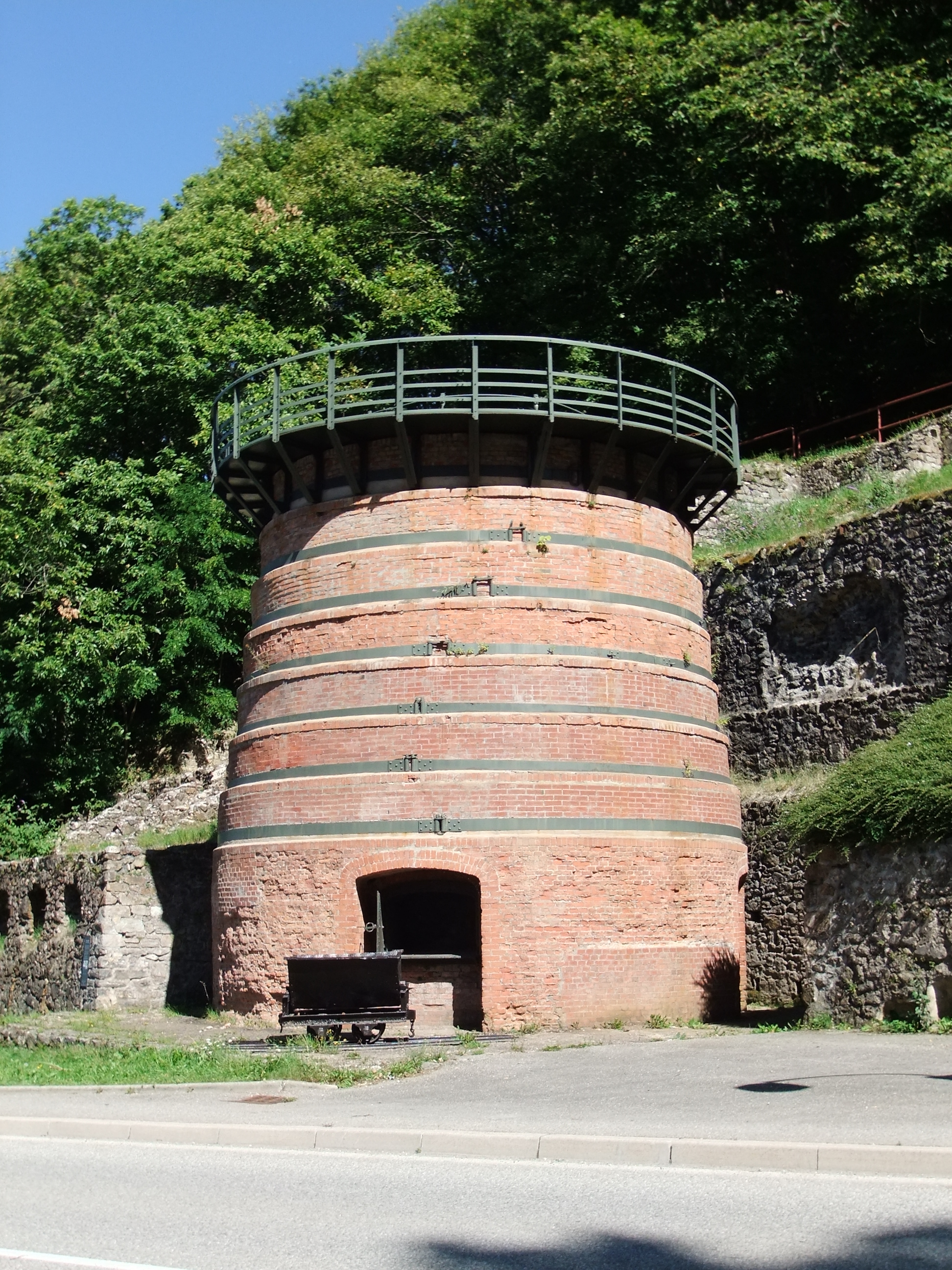
Four à griller de Champ-Sappey à Saint-Pierre-d'Allevard.

Comme il est dit plus haut les premières mines recensées dans le département sont bien plus anciennes que la révolution industrielle et certaines datent de l'époque médiévale. Toutefois c'est véritablement au XIXe siècle que l'Isère connut véritablement une exploitation industrielle de son sous-sol, surtout pour son charbon et principalement autour du bassin de La Motte-d'Aveillans.
En 1946, à la suite de la nationalisation, l'exploitation de l'anthracite est centralisée autour du bassin du Villaret de Susville, tandis qu'un réseau de galeries est alors aménagé en sous-sol, desservi au nord et au sud par le puits du Villaret et celui des Rioux à Prunières. De nombreux logements sont construits par l'ancienne compagnie des Houillères du Dauphiné afin d'accueillir la main d'œuvre permettant le fonctionnement des mines donnant vraiment l'identité d'un pays minier au pays matheysin.  Le chevalement de mine ainsi que la salle des machines conservés sur le puits des Rioux témoignent de cette activité qui a marqué profondément l'identité de ce territoire.
Le 26 novembre 1997, le lavoir du site minier du Villaret est détruit marquant symboliquement la fin des « gueules noires » et de deux siècles d'activité minière sur le plateau matheysin. Il ne reste de nos jours que peu de traces de ce passé minier, la plupart des installations mottoises ayant été détruites, cependant le petit train de la Mure, la « Mine image » et sur la commune de Prunières la conservation du puits des Rioux témoignent de ce passé minier.
Outre la houille, le département a connu l'exploitation d'autres minerais, en témoigne à Saint-Pierre-d'Allevard un four à griller le minerai, témoin de l'exploitation du fer spatique par la compagnie Schneider et Cie (de 1874 à 1899) puis par les forges d'Allevard (1899-1922). Ce four en brique, vestige de ceux construits en 1905 par les Forges d'Allevard après le départ de Schneider, restauré en 1997, est l'un des rares exemplaires de ce type à être conservés en France ; il servait à éliminer l'acide carbonique contenu dans les minerais extraits des mines de la Taillat.
L'arrivée du ciment s'accompagna de l'extraction de matières premières vierges (comme le calcaire et l'argile), beaucoup de fours, broyeurs, concasseurs et carrières à ciel ouvert marquent ainsi le paysage de la région grenobloise, de la vallée de la Gresse, du valbonnais et de l'Isle Crémieu. Contrairement à l'exploitation de la houille, il reste beaucoup plus de vestiges de ce passé industriel, comme les fours à chaux et à ciment de Saint-Quentin-sur-Isère ou les fours biberons de la société Vicat au Genevrey à Vif construits en 1853.

### Essor du tourisme

#### Le thermalisme
Les eaux minérales et leurs qualités thérapeutiques expliquent le regain d’intérêt pour le thermalisme au cours du XVIIIe siècle, et c’est ainsi que furent redécouvertes les sources d’eau sulfureuse d'Uriage-les-Bains après des siècles d’abandon, la première utilisation de ces sources remontant à l’Antiquité. Outre la renaissance de la station thermale d’Uriage, de nouvelles sources furent découvertes comme à Allevard-les-Bains, ou encore à Choranche. La naissance des plus grosses stations thermales iséroises est due en la croyance aux vertus médicales de l’eau de François Billerey, médecin-chef des hôpitaux de Grenoble en 1804, et c’est entre autres grâce à lui que l’établissement thermal d’Uriage vit le jour en 1817. Vingt ans plus tard à Allevard les premiers bains sont donnés par Pierre Villiot, propriétaire d'un terrain sur les bords du Bréda. Loin de thermes qu’elles sont devenues plus tard, ces stations étaient au départ bien plus rudimentaires, les curistes devaient se contenter de structures légères en bois comprenant des cabines de bain où étaient installées une ou deux baignoires en bois ou en cuivre.
Mais très vite, dès la deuxième moitié du XIXe siècle, la demande croissante des curistes obligea les stations à s’adapter. Les bâtiments thermaux s’agrandirent, ils furent construits en dur, de nombreux hôtels et casinos virent le jour, donnant naissance à des bâtiments à l'architecture très éclectique, comme en témoignent les premiers hôtels tels l’hôtel des Bains à Allevard, et le Grand hôtel d’Uriage au style néo-classique, et le Splendid hôtel à Allevard au style art-déco… À Allevard toujours, l’ancien casino et les grands hôtels témoignent d’une architecture où sévérité et fantaisie se côtoient de manière inattendue.
En plus des constructions en elles-mêmes, afin d'accueillir au mieux les curistes, ces deux plus grosses stations que sont Allevard et Uriage ont vu la venue du tramway. Ce dernier est arrivé dès la fin du XIXe siècle à Uriage via les voies ferrées du Dauphiné, et à partir de 1895 à Allevard, relié à Pontcharra par le Tramway de Pontcharra à la Rochette et Allevard, en remplacement des liaisons Goncelin-Allevard qui se faisaient auparavant à travers les gorges du Fay par voitures à trois chevaux. Avant l'arrivée du tram, seules existaient les liaisons ferroviaires par le PLM.

#### La montagne
En parallèle à la révolution industrielle du XIXe siècle, s’est développée une révolution touristique dans le département de l’Isère. Menée par des hommes qui montaient sur des territoires d’altitude pour s’installer durablement, cette conquête emmena ces hommes vers des zones géographiques sans cesse plus hautes qu’ils équipèrent et aménagèrent afin de répondre à de nouveaux besoins émanant notamment des pratiquants de sport en montagne et des fortes demandes pour le climatisme d’altitude.
Ce dernier point fit venir en séjour de nombreux enfants avec ou sans leurs parents dans les massifs de la Chartreuse et du Vercors, ainsi les villages de Saint-Pierre-de-Chartreuse et de Villard-de-Lans par exemple, virent s’ériger de nouvelles constructions (chalets, hôtels…) pour accueillir ces familles en villégiature dans les massifs isérois. Le développement du service automobile de la route des Alpes dépendant des chemins de fer Paris-Lyon-Méditerranée contribua lui aussi à l’essor de ces villégiatures situées le long de son tracé.
En 1875 naquit la société des touristes du Dauphiné et la même année Henry Duhamel fonda la section iséroise du club alpin français permettant l’envol des sports de montagne estivaux comme la randonnée pédestre et l’alpinisme. La première mission du club était de construire pour les alpinistes des refuges en altitude pour les abriter et leur offrir une meilleure approche des sommets, et ainsi en 1876 le massif des Grandes Rousses à 2 280 m d’altitude vit s’ériger l’un des premiers refuges en pierre des Alpes, le refuge de la Fare.
Lors de l’année 1878 Henri Duhamel revint dans le département après être allé visiter l’exposition universelle de Paris, il y découvrit « les patins à neige » présentés par un Norvégien et d'après ses dires la même année il dévala, grâce à ses patins, les pentes de Chamrousse faisant de lui un des précurseurs du ski alpin permettant cette fois le départ des sports d'hiver en montagne.
En février 1936, furent mis en service les premiers « monte-pentes pour skieurs » de la région ; l'un au col de Porte, construit par Charles Rossat (menuisier) , et l'autre à L'Alpe d'Huez, premier téléski de Jean Pomagalski (ingénieur et entrepreneur d'origine polonaise). Ce dernier transforma rapidement les perches fixes en débrayables ; une technologie qu'il contribua à populariser par la création de sa société, Poma, et l'implantation de nombreux exemplaires de téléskis dans les stations . La station de Chamrousse construite après la Seconde Guerre mondiale à l'initiative du département de l'Isère, a pu ainsi profiter de ces nouvelles technologies, la station se limitait au départ au Recoin puis lors des Jeux olympiques d'hiver de 1968 à Grenoble la station fut étendue au site de Roche-Béranger.

### La Première Guerre mondiale et l'après-guerre

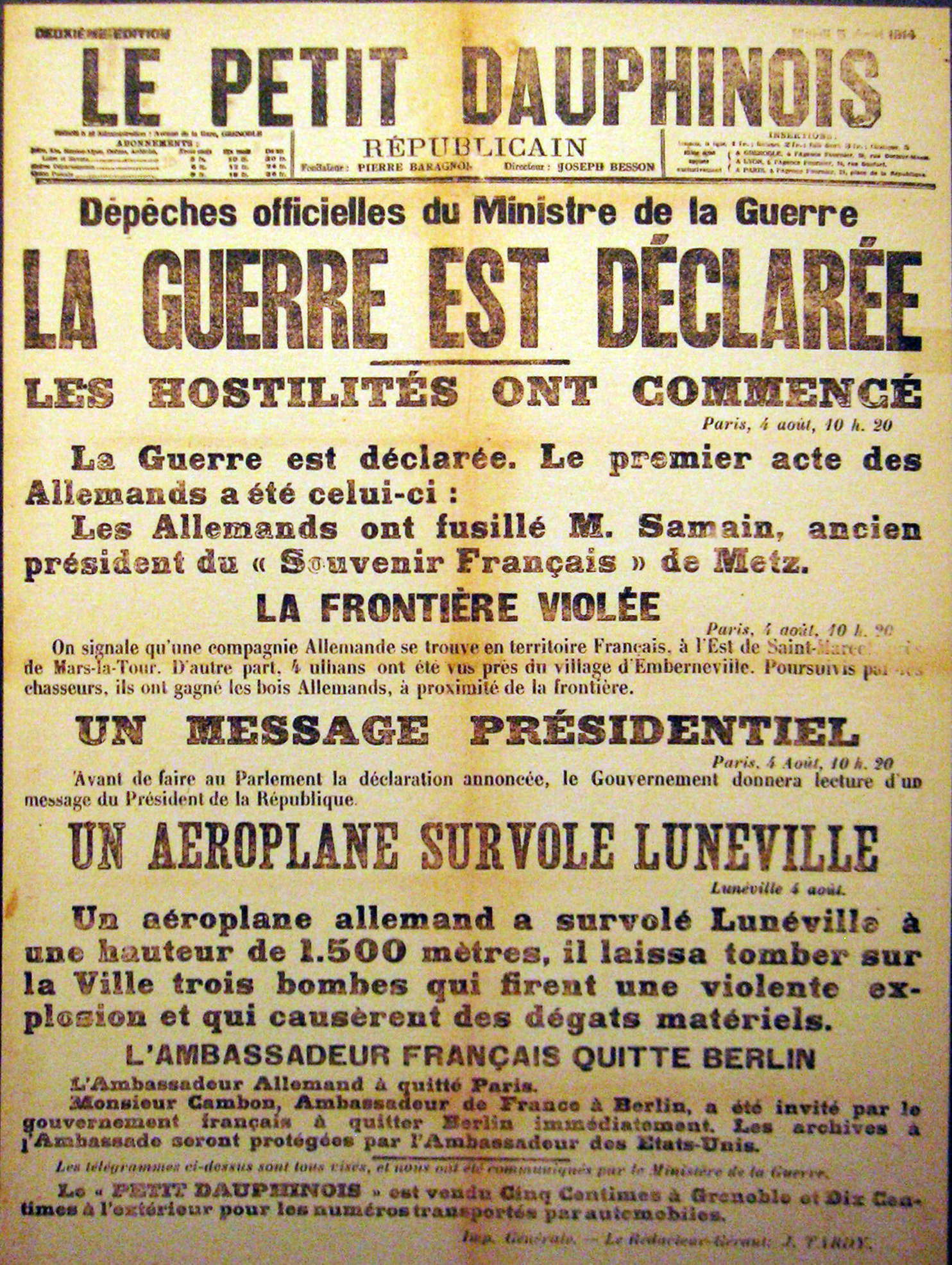
« La guerre est déclarée », titre du Petit Dauphinois de août 1914

La guerre de 1914-1918 opéra comme ailleurs, sa terrible saignée. Du moins cette région éloignée du front put-elle contribuer largement à l'effort industriel nécessaire à la conduite des combats. Ainsi un industriel français, Charles Albert Keller, implanté en Isère à Livet-et-Gavet à partir de 1902 joua un rôle essentiel dans le développement de la métallurgie iséroise qui contribua plus tard à l'effort de guerre. Il déposa de nombreux brevets, et imagina en 1908 la fabrication des fontes aciérées, dites fontes synthétiques, qui trouvèrent un débouché considérable dans la production d'obus, hissant par là même l'électrosidérurgie au rang d'industrie nationale. En 1915 lors de l'offensive allemande en Flandres, des gaz de combat asphyxiants sont utilisés pour la première fois sur les champs de bataille et marquent ainsi le début de la guerre chimique. Le gouvernement français dote son armée d'armes de même nature et de produits permettant d'atténuer les effets des gaz employés par l'adversaire. Mais les possibilités de l'industrie chimique française sont restreintes - la majeure partie des sites chimiques se trouvent dès 1914 en zone contrôlée par l'armée allemande et surtout, l'industrie chimique étant étroitement liée au textile ne peut répondre à cette demande exceptionnelle. Le ministre de la guerre, Alexandre Millerand, demande alors, pour satisfaire ses besoins urgents en matière d'armement, la construction dans les plus brefs délais d'usines d'où sortiront les armes nécessaires à la poursuite de la guerre. Des sites sont alors choisis, non seulement pour leur éloignement du front (loin des canons et de l'aviation allemande), pour la mise à disposition de vastes terrains permettant l'installation des bâtiments de production, pour la proximité de voies de communication et surtout pour la présence de réserves d'eau et de centres de production d'électricité, essentiels pour les opérations de fabrication. Ainsi les sites de Roussillon (1914) pour la fabrication du phénol, de Jarrie et du Pont-de-Claix (1916) pour le chlore et de Saint-Clair-du-Rhône (1917) pour les colorants, apparaissent comme les fondateurs de la grande aventure de la chimie en Isère. Plusieurs entreprises ainsi lancées surent se reconvertir aux besoins du temps de paix, notamment à Grenoble.
L'exposition de la houille blanche souligna en 1925 une brillante reprise industrielle qui réussit à se soutenir malgré la crise jusqu'en 1939.

### La Seconde Guerre mondiale

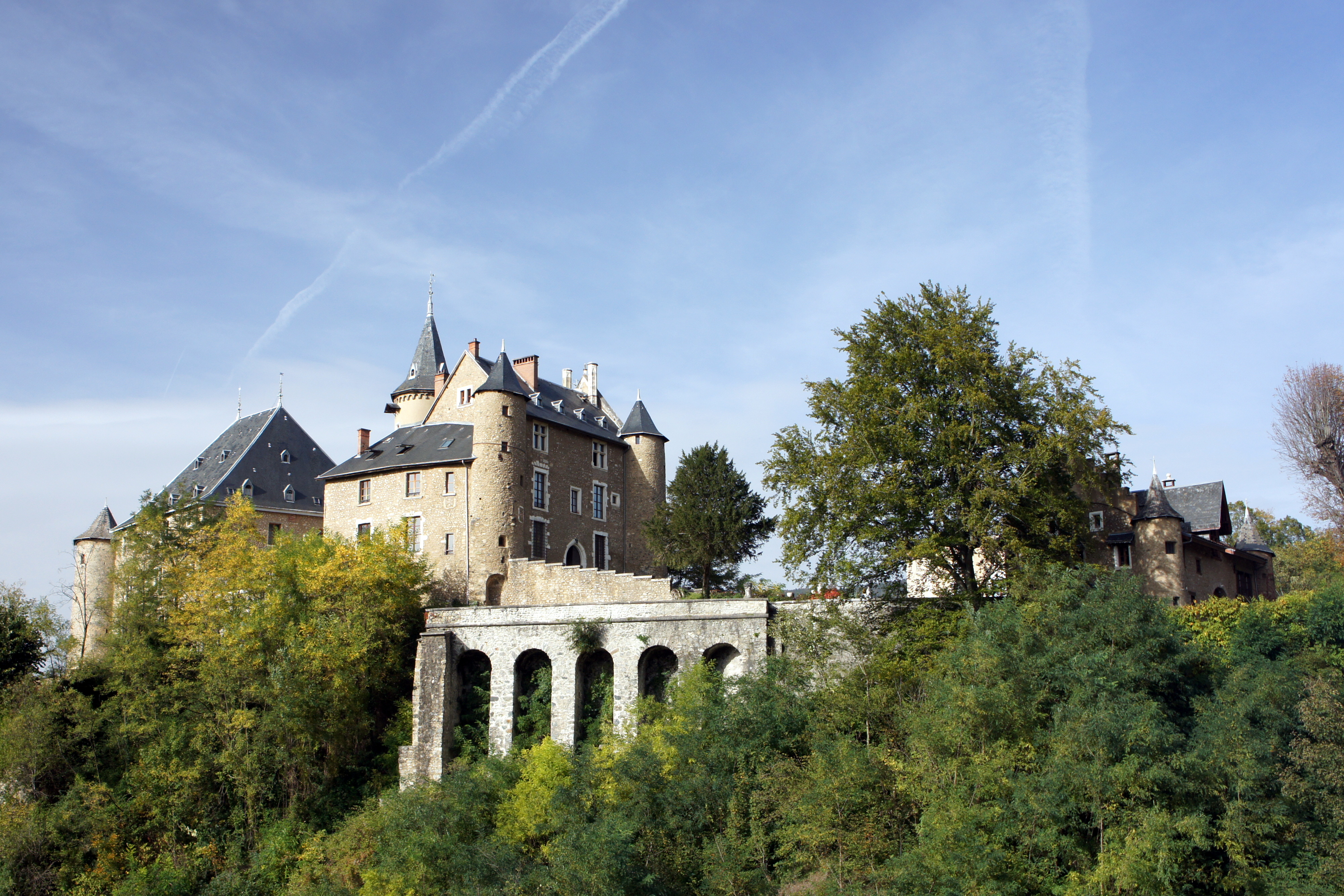
Le château d’Uriage abrita l'École des cadres de la jeunesse à partir du début de 1941.

Durant la guerre de 1939-1940, les troupes alpines où se trouvent de nombreux Isérois apportent à la France la victoire de Narvik où les chasseurs alpins combattirent aux côtés des Anglais contre les Allemands. En Isère, à la cluse de Voreppe, l'armée des Alpes réussit à contenir les blindés du 3e Panzer empêchant les Allemands d'entrer dans Grenoble le 25 juin 1940 malgré l'armistice signée mettant fin aux combats, et épargnant ainsi à la capitale des Alpes de connaître l'occupation allemande qu'elle ne subit qu'à partir du mois de septembre 1943. Parallèlement cette même armée des Alpes réussit à contenir les offensives italiennes lancée par Mussolini qui souhaite reconquérir la Savoie et Nice. Cependant malgré cette assez bonne résistance du département aux troupes de l'Allemagne nazie et de l'Italie fasciste, l'Isère reste un département appartenant à un pays vaincu, contraint de jurer fidélité à l'Allemagne victorieuse via le gouvernement collaborateur du maréchal Pétain. Ainsi le 8 août 1940, le gouvernement de Vichy installa Raoul Didkowski au poste de préfet de l'Isère. Ce préfet tentera de s'opposer secrètement à la politique d'exclusion du maréchal Pétain et de son gouvernement en accusant et réprimant les étrangers, les juifs, les communistes et les francs-maçons considérés comme les responsables de l'effondrement de la France. Tous ces « ennemis de la nation » seront à de nombreuses reprises recensés et contrôlés par la section des renseignements généraux installée dans les locaux de la gare ferroviaire de Grenoble. Raoul Didkowski sera révoqué en 1943, déporté en 1944 pour résistance et s'être opposé à la déportation des Juifs.
Le département placé en zone libre et situé à proximité de la Suisse neutre devint une terre d'accueil pour de nombreux réfugiés : Alsaciens, Lorrains et Belges fuyant la zone occupée ; des Juifs de différentes nationalités ; ainsi que des Italiens anti-fascistes et des Espagnols républicains.
Dans un premier temps, le ralliement est d'abord large à l'État français et à son chef, acclamé à Grenoble en mars 1941. Simultanément le patriotisme se manifeste dans l'entrainement des troupes alpines, dans les chantiers de jeunesse, dans l'école des cadres d'Uriage, créée et animée par Dunoyer de Segonzac. L'entrée des allemands en zone libre, en novembre 1942, leur arrivée à Grenoble à la place des Italiens en septembre 1943 retournent la situation. Les groupes de résistance qui se sont déjà formés reçoivent d'abondants renforts, amplifiés par les nombreux réfractaires au STO.

#### Novembre 1942 - Septembre 1943:  l'occupation italienne
L'occupation italienne de l'Isère se fit à partir du mois de novembre 1942 et fut une aubaine pour l'Italie fasciste qui reculait sur de nombreux fronts essentiellement en Afrique. La présence italienne sur le sol isérois était en fait effective depuis 1940 grâce à des organismes de la Commission Italienne d'Armistice avec la France (CIAF) et l'occupation italienne à partir de novembre 1942 se fit dans la suite de ces actions et sans ruptures mais établit plutôt un renforcement de ce contrôle.
Toutefois l'humiliation subie par les soldats français à la suite de la venue des Italiens vaincus en 1940 et de l'attitude passive de Vichy conduisit à la dissolution de l'Armée d'armistice. Les occupants ressentirent cette lourde ambiance et les mena à se conduire sans fanfaronnades et à réaliser une occupation « tranquille » dans un premier temps. Le contingent italien en Isère se limita à un millier d'hommes à Grenoble plus quelques soldats affectés à des postes de douane situé à la frontière avec la zone allemande. Mais au fil des mois l'Italie renforça son contrôle et affirma son autorité sur les administrations et les services (postes, gares, police…) jouissant ainsi de ses droits de puissance occupante. Cependant la période d'occupation italienne en Isère comme dans d'autres pays marqua l'arrêt de la déportation des juifs du département, témoignant ainsi de l'absence d'antisémitisme de la part des Italiens. En effet la zone d'occupation italienne était sous le contrôle du Général Castiglioni et ce dernier écrivit personnellement au préfet de l'Isère, Raoul Didkowski, pour lui interdire l'arrestation des Juifs ce qui illustre les valeurs qui animaient cet homme, hostile à l'alliance allemande et opposé à la vulgarité et à la brutalité des fascistes. Il est aussi sans doute à l'origine d'une certaine ligne de conduite adoptée par les Italiens vis-à-vis des réfractaires et des résistants. Ainsi sur une période d'occupation de 10 mois, la répression italienne en Isère fit un mort et cinquante-deux prisonniers, très loin de la répression allemande qui suivra. C'est le 8 septembre 1943 que Pietro Badoglio signa l'armistice avec les alliés, mais la rupture entre l'Italie et ses anciens alliés de l'Axe ne se fit pas en douceur et plusieurs combats opposèrent les Italiens et les Allemands durant la nuit du 8 au 9 septembre. Plus de 70 blessés, soldats italiens, furent admis à l'hôpital de la Tronche les jours suivant ces affrontements et certains chiffres, non vérifiables, font part aussi d'une dizaine de morts. De nombreux soldats italiens tentèrent de rentrer dans leur pays afin d'échapper aux Allemands et ils furent aidés dans leurs tâches par des maquisards français. Certains de ces soldats restèrent en Isère pour lutter dans les maquis aux côtés des résistants contre le nouvel occupant allemand. En automne 1944 se créa même un « comité de libération nationale italien » à Grenoble.

#### Septembre 1943 - Septembre 1944: l'occupation allemande

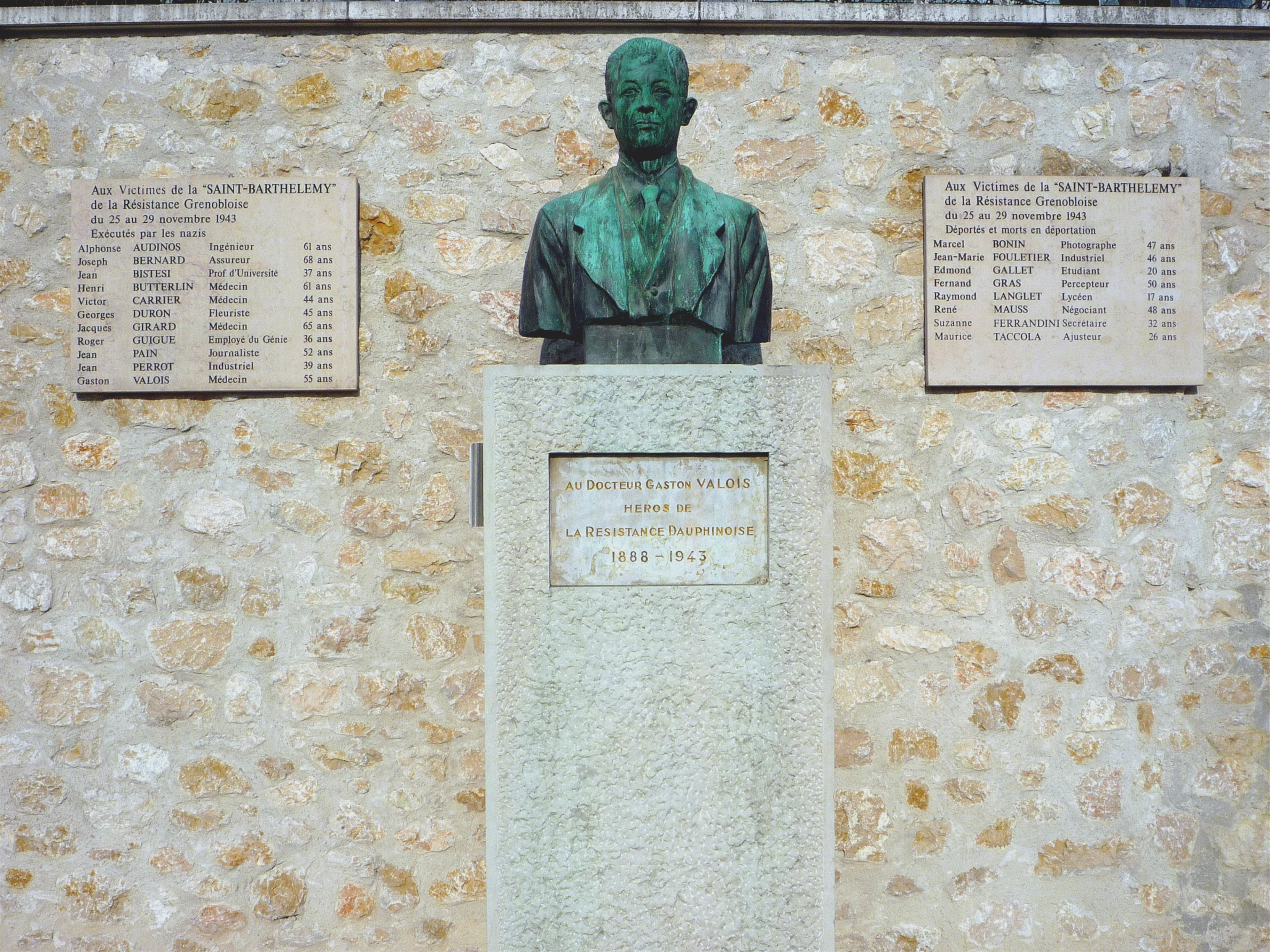
Monument commémoratif de la Saint-Barthélemy grenobloise

Dès l'arrivée des troupes allemandes de la 157e Reserve-Division dans les Alpes, la tension monte entre résistants et force d'occupation. Fin novembre 1943, une campagne systématique d'assassinat et de déportation des principaux chefs de la résistance grenobloise, appelée Saint-Barthélemy grenobloise, s'engage dans la région grenobloise. Les zones montagneuses environnantes sont particulièrement propices pour abriter des maquis dont la mission essentielle consiste en rapides coups de main ; l'Oisans, Belledonne, les Sept Laux joueront parfaitement ce rôle. Une mission plus ambitieuse est confiée au Vercors, capable, par son isolement, de devenir une base d'actions militaires lourdes sur les arrières allemands après un débarquement allié en Provence. Mais les moyens nécessaires, pourtant promis, ne sont pas envoyés, alors que l'ordre d'entrer en action est lancé le 5 juin 1944. S'étant découverts ainsi prématurément, les troupes du Vercors sont l'objet d'une attaque terrestre et aéroportée de grande envergure, qui se termine par la dispersion des survivants, la destruction de plusieurs villages et le massacre de population. Le débarquement allié en Provence, le 15 aout 1944, tire plusieurs maquis d'un très mauvais pas et leur permet, par des actions de harcèlement et de sabotage, d'accélérer la retraite allemande tout en la rendant plus couteuse.
La libération du Dauphiné s'achève pratiquement avec le dégagement de Briançon par la 2e division d'infanterie marocaine le 5 septembre 1944, mais les Allemands resteront sur la crête des Alpes jusqu'en avril 1945. Le traité de paix avec l'Italie ajoute au territoire dauphinois le col de Montgenèvre et le Chaberton dont le fort tenait sous ses feux Briançon. Mais les projets de retour à la France des anciennes vallées dauphinoises du versant italien se heurtent au refus allié. Comme en d'autres lieux, l'épuration ne va pas sans excès, surtout dans les premières semaines. Mais très vite toutes les énergies vont se tendre en direction d'une très nécessaire reconstruction.

### De l’après-guerre à aujourd'hui: les mutations économiques
À la suite de la crise des années 1930 et des années d’occupation, l’économie du département se recentre notamment autour de Grenoble. Le milieu économique grenoblois constitué d’entreprises familiales  de taille moyenne et avec une forte culture technique connait sa dernière croissance après la fin du deuxième conflit mondial. La reconstruction de la nation et l’imposant programme d’équipements électriques d’EDF sont les principaux moteurs de ce développement. Parallèlement l’évolution démographique de la ville de Grenoble dans les années 1950 et 1960 bat des records nationaux. Elle s’explique notamment par un afflux de population des massifs environnants ainsi que par la venue de personnes originaire de toute la France recherchant un cadre de vie agréable dans une région touristique. Enfin une nouvelle vague d’immigration beaucoup plus diverse que les précédentes (le nombre de communautés passe de quatre en 1946 à plus de 21 en 1968) vient grossir les rangs de la population grenobloise,.
Dans les années 1950 de nouveaux secteurs comme l’électronique, le magnétisme et ensuite l’informatique, apparurent en ville. Les relations entre le tissu industriel grenoblois et la recherche prirent un tournant et se développèrent lors de l’arrivée de Louis Néel. C’est en effet grâce au physicien que le centre d’étude nucléaire de Grenoble (1956) s’installe dans l’agglomération tout comme l’institut Laue-Langevin (1967) et le synchrotron.
S’ensuit dès les années 1960 une période de prises de contrôles et d’absorptions par les groupes nationaux (Neyrpic par Alstom en 1967, Bouchayer-Vialler par Schneider Electric en 1964 ainsi que Merlin Gerin en 1992) des entreprises de l’agglomération. D’autres activités fondées notamment sur les savoir-faire techniques et les réseaux relationnels de la phase précédente, particulièrement avec les milieux de la recherche prirent le relais et stimulèrent le  « modèle grenoblois ». Ce dernier se définit  notamment par la proximité géographique et la forte collaboration entre les différents industriels, chercheurs et universitaires de la région.
Parallèlement des grands groupes étrangers s’installent en Isère, de Caterpillar (Grenoble, Echirolles) jusqu’à Hewlett-Packard (Eybens, L’Isle-d’Abeau), emmenant avec eux des activités de production, de recherche ou les deux.
C’est dans ce contexte des trente glorieuses que l’idée d’une candidature de Grenoble pour les jeux olympiques d’hiver de 1968 apparaît. L'État soutient fermement cette candidature : le président de la République Charles de Gaulle voit dans l'organisation des Jeux un moyen d'accroître le prestige de la France tout en mettant en œuvre des projets de modernisation des stations de sports d'hiver pour promouvoir le tourisme. À travers l'organisation des Jeux, la ville de Grenoble se dote de nouvelles infrastructures sportives, mais également d'équipements généraux prévus dans le Ve Plan d'Aménagement du Territoire : le nouvel Hôtel de ville, la nouvelle gare SNCF, la Maison de la Culture, les accès autoroutiers ou encore l'aéroport Grenoble-Saint-Geoirs.
Les années suivantes comme dans de nombreux endroits, les mutations rapides de l’économie mettent en péril des zones géographiques comme dans la région de Bourgoin-Jallieu et de La Tour-du-Pin trop dépendantes d’une mono-activité. Cependant la région grenobloise est elle aussi fragilisée à cause de sa dépendance à des groupes internationaux dont les nombreux revirements stratégiques causent de nombreux licenciements ces dernières années,.

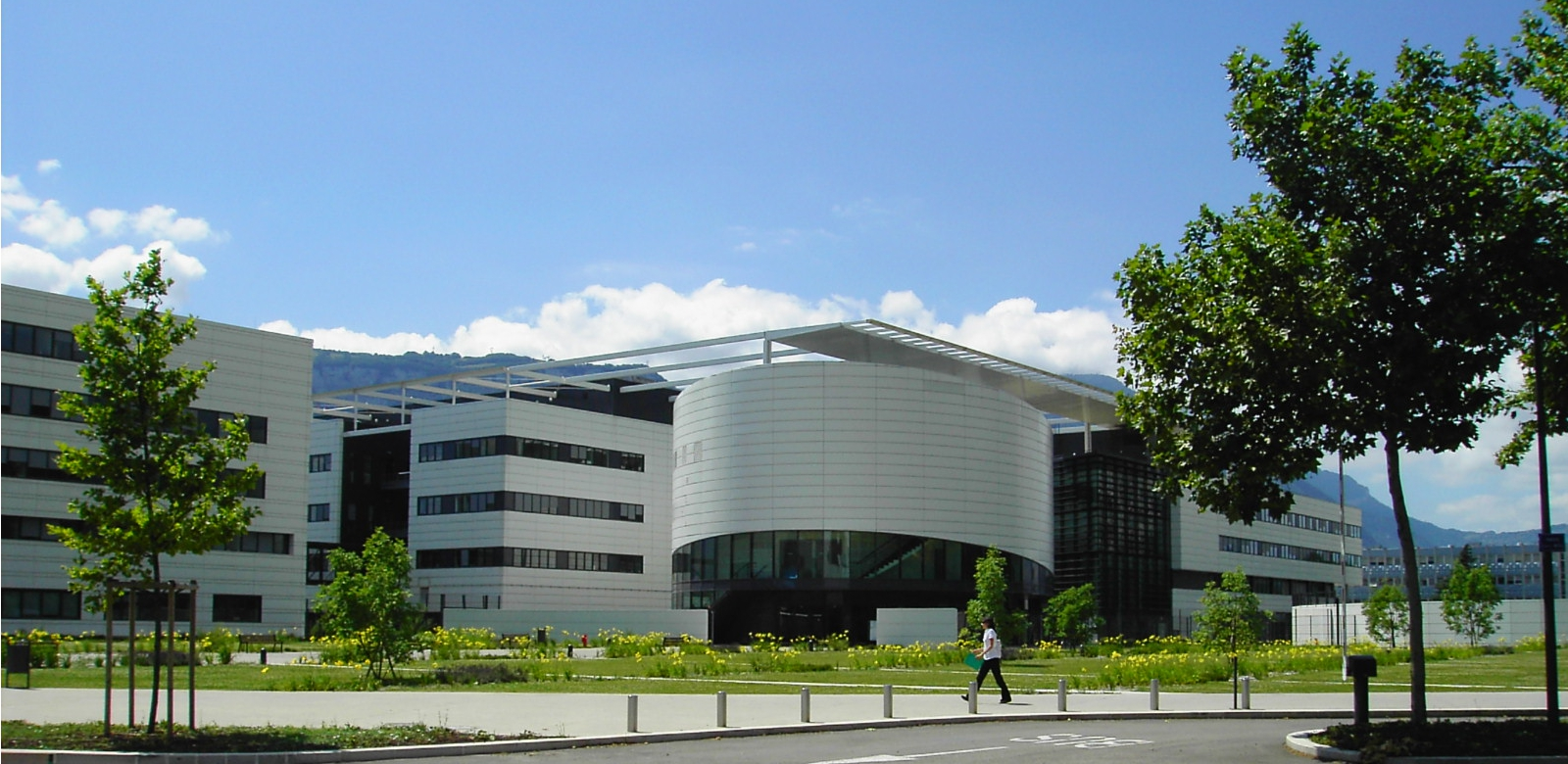
Minatec à Grenoble

Face à cela, l’Isère regarde plus loin et investit dans de nouveaux secteurs, comme les bio et nanotechnologies en construisant et en investissant dans des nouveaux centres de recherches et de compétitivités subventionnés par les fonds publics comme Minatec en 2006 et STMicroelectronics à Crolles dans le cadre du pôle Minalogic. Dans le nord-Isère, c'est avec l’entreprise Photowatt que Bourgoin-Jallieu est aussi inscrite dans un pôle de compétitivité (Tenerrdis) dont l’objectif est de faire face aux défis environnementaux et énergétiques à venir.